# Unternehmen Albion
1914

Ostpreußische Operation (Stallupönen, Gumbinnen, Tannenberg, Masurische Seen) – Galizien (Kraśnik, Komarów, Gnila Lipa, Lemberg,
Rawa Ruska) – Przemyśl – Weichsel – Krakau – Łódź – Limanowa–Lapanow – Karpaten
1915

Humin – Masuren – Zwinin – Przasnysz – Gorlice-Tarnów – Bug-Offensive – Narew-Offensive – Großer Rückzug – Nowogeorgiewsk – Rowno – Swenziany-Offensive
1916

Naratsch-See – Brussilow-Offensive – Baranowitschi-Offensive
1917

Aa – Kerenski-Offensive (Zborów) – Tarnopol-Offensive – Riga – Unternehmen Albion
1918

Operation Faustschlag – Krim
Gotland – Rigaer Bucht – Unternehmen Albion (Moonsund) – Eismarsch der Baltischen Flotte – Åland – Unternehmen Schlußstein

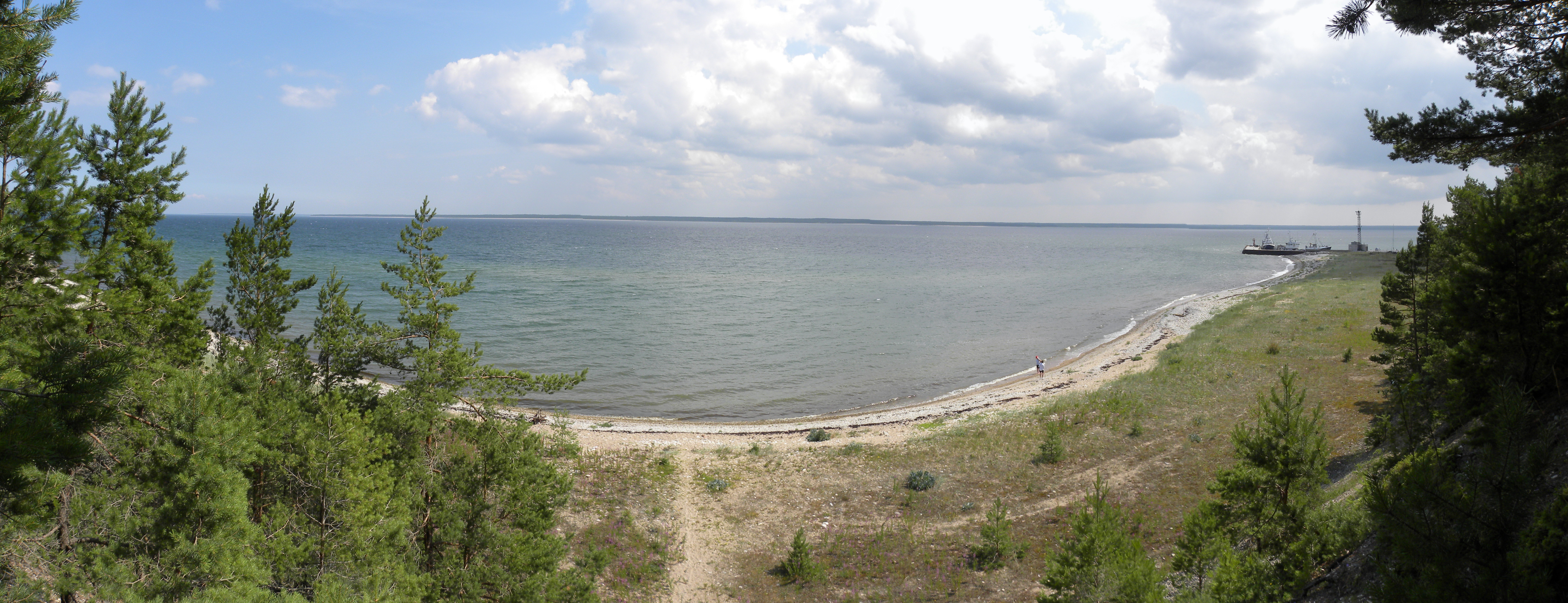
Tagga-Bucht (estn. Tagalaht) auf Saaremaa (Ösel), Ort der deutschen Landungen

Unternehmen Albion war eine amphibische Landungsunternehmung des Deutschen Reiches im Rahmen des Ersten Weltkrieges, die gemeinsam von Heer und Marine im September und Oktober 1917 zur Besetzung der baltischen Inseln Saaremaa (Ösel), Hiiumaa (Dagö) und Muhu (Moon) durchgeführt wurde. Die drei Inseln waren Teil des Russischen Reiches und beherrschten strategisch die mittlere und nördliche Ostsee.

## Vorgeschichte
Der Seekrieg in der Ostsee war bislang eher unspektakulär verlaufen. Die kaiserlich russische Marine befand sich unmittelbar vor Kriegsausbruch noch im ersten Stadium eines Neuaufbaus, nachdem das Zarenreich im verlorenen Russisch-Japanischen Krieg fast seine gesamte Ostsee- und Pazifikflotte eingebüßt hatte. Die wenigen verbliebenen Einheiten waren meist klein oder veraltet, die russischen Streitkräfte in der Ostsee damit sehr schwach. Zudem war auch die Defensivstellung des Finnischen Meerbusen zum Schutz der Hauptstadt St. Petersburg, die Seefestung Imperator Peter der Große, nur in Teilen fertiggestellt. Ihr äußerster westlicher Verteidigungsgürtel bezog die baltischen Inseln und die Aland-Inseln mit ein. Die deutsche Kaiserliche Marine schien dagegen aus dem Vollen schöpfen zu können, jedoch lag der strategische Schwerpunkt der Operationen ganz klar in der Nordsee, wo die Übermacht der britischen Royal Navy drohte. Deshalb standen dem Oberbefehlshaber der Ostseestreitkräfte (OdO) Großadmiral Prinz Heinrich von Preußen nur relativ wenige und meist veraltete Einheiten zur Verfügung, in der Hauptsache ältere Linienschiffe, Panzerkreuzer und Kleine Kreuzer sowie Torpedoboote. Die beiderseitige Schwäche sowie die Unmöglichkeit der Seefahrt während des Eisgangs der Wintermonate bestimmte die Strategie, beide Seiten unternahmen nur kurze Vorstöße ins gegnerische Gebiet, und Gefechte zwischen sich zufällig begegnenden Kampfgruppen endeten meist unentschieden. Die Russen erbeuteten bereits zu Kriegsbeginn das Codebuch der deutschen Seestreitkräfte, was sowohl ihnen als auch den Briten die Entschlüsselung deutscher Funksprüche gestattete. Die Russen insbesondere nutzten ihre im letzten Krieg erworbene Erfahrung mit Seeminen und durchsetzten die flache Ostsee mit ausgedehnten Minenfeldern. Die Deutschen hatten sich ebenfalls für den Minenkrieg eingerichtet und taten es ihnen nach, so dass die Ostsee ein ausnehmend gefährliches Gewässer wurde. Beide Seiten versuchten sich auch in U-Boot-Hinterhalten.
Entscheidenden Einfluss auf die Seekriegsführung hatte die Lage an Land. Die Deutschen rückten im Verlauf des Krieges unaufhaltsam entlang der Ostseeküste vor und eroberten nach und nach die russischen Flottenstützpunkte im Baltikum, so dass der Aktionsradius der russischen Schiffe immer weiter schrumpfte. Bald schon konzentrierten sich die Gefechte auf den Rigaer Meerbusen, wo die Deutschen versuchten, ihre angreifenden Truppen von See her zu unterstützen und zu versorgen. Die Russen trachteten danach, dies zu verhindern, und konzentrierten ihre Flotte in diesem Gebiet. Starken Rückhalt empfingen sie dabei auch von ihren Basen im Finnischen Meerbusen, Hangö, Helsinki, Reval und Kronstadt.

## Die Inseln
Die drei baltischen Inseln gehörten seit dem Großen Nordischen Krieg zu Russland und waren dem Gouvernement Livland zugeordnet. Das Land ist flach und mit Wäldern und Mooren durchsetzt, unterbrochen von zahlreichen Lichtungen und Rodungen, auf denen Einzelhöfe, nicht weniger als 131 Herrenhäuser des deutschbaltischen Adels und kleine Dörfer liegen. Die mit Abstand größte Siedlung war bereits damals Arensburg, wo auch die Verwaltung ihren Sitz hatte. Der größte Teil der 50.000 bis 60.000 Personen zählenden Bevölkerung, die ihr Auskommen meist als Bauern und Fischer bestritten, bestand aus Esten, Verwaltung, Oberschicht und Intelligenzija dagegen fast ausschließlich aus Deutsch-Balten und einigen Russen. Während des Verlaufs der Unternehmung verhielt sich die Bevölkerung abwartend und ergriff für keine Seite Partei.

## Planung
Im Sommer 1917 waren die deutschen Heeresverbände bis kurz vor Riga vorgerückt, und die russischen Streitkräfte standen infolge revolutionärer Unruhen und immer weiter zunehmender Kriegsmüdigkeit kurz vor der Auflösung. Für ein weiteres Vorgehen durch Estland und Lettland in Richtung Sankt Petersburg war es erforderlich, zuerst die Estland und Lettland vorgelagerten Inseln Ösel, Dagö und Moon zu erobern, um die Flanke der vorrückenden Armeen vor russischen Angriffen von See her zu schützen und die eigenen Truppen mit Hilfe der Flotte zu unterstützen und über den Seeweg zu versorgen. Prinz Heinrich hatte bereits lange eine amphibische Operation gegen die drei Inseln gefordert, um den russischen Operationsradius zu beschränken und die Versorgungsschifffahrt im Rigaer Meerbusen zu unterbinden, war aber in den beiden vorangegangenen Jahren wegen der Schwäche der ihm zur Verfügung stehenden Streitkräfte zugunsten ausgedehnter Minenoperationen davon abgerückt. Mit dem Vorrücken der Front in dieses Gebiet erhielt die Einnahme der Inseln eine noch größere Bedeutung. Russische Küstenbatterien und Minenfelder in der Irben-Straße zwischen der Südspitze von Ösel und dem lettischen Festland versperrten der deutschen Versorgungsschifffahrt den Weg in das Seegebiet und behinderten damit auch den Nachschub für das Landheer. Eine rasche Eroberung der Inseln sollte Russland zum Friedensschluss drängen, um die dort gebundenen deutschen und österreichisch-ungarischen Verbände für Offensiven im Westen freizumachen.
Neben diesen strategischen Erwägungen gab es jedoch noch andere Gründe für die Unternehmung. Zwischen Heer und Marine herrschte ein starkes Konkurrenzdenken, und jede Teilstreitmacht trachtete danach, ihr Ansehen beim Oberbefehlshaber Kaiser Wilhelm II. zu steigern und die andere auszustechen. Aus den Reihen des Heeres waren immer wieder Vorwürfe der Feigheit gegen die Marine lautgeworden, die in der Nordsee einem übermächtigen Gegner gegenüberstand und nach der Skagerrakschlacht zugunsten der U-Boot-Kriegsführung nur noch sporadisch Unternehmungen unter Beteiligung ihrer Großkampfschiffe durchführte. Bereits seit Mai 1917 sondierte der Generalquartiermeister der Obersten Heeresleitung (OHL) General der Infanterie Erich Ludendorff Möglichkeiten einer Beteiligung der Marine an Heeresoperationen gegen die Ålandinseln, Kronstadt oder Ösel, um nach dem Kriegseintritt der Vereinigten Staaten verstärkt Druck auf die russische Regierung auszuüben. Die Ålandinseln waren für die OHL das vorrangige Ziel, von dort aus wollte man Unternehmungen in der nördlichen und östlichen Ostsee durchführen, die Russland zum Friedensschluss bewegen sollten, um den Zweifrontenkrieg zu beenden. Der Admiralstab lehnte eine solche Operation zwar nicht rundweg ab, äußerte jedoch Bedenken gegen eine für ein solches Unternehmen erforderliche starke Konzentration von Seestreitkräften in der Ostsee, die dann für Operationen gegen Großbritannien fehlen würden. Wenn überhaupt eine solche Unternehmung in Frage käme, dann nur gegen das näher gelegene Ösel. Das Heer begann daraufhin am 1. September 1917 den Übergang über die Düna und den Angriff gegen Riga ohne Unterstützung der Marine, der mit einem schnellen Erfolg endete. Danach bezichtigte Ludendorff die Marine nicht nur der Feigheit, sondern auch des mangelnden Offensivgeistes. Der Admiralstab war nun bereit, eine Unternehmung gegen die Ålandinseln zu unterstützen, jedoch unter der Voraussetzung, dass zunächst Ösel besetzt werden müsse. Mit dem Angriff gegen die stark befestigten Inseln hoffte die Marine, ihrerseits an Profil zu gewinnen und dem Vorwurf der Feigheit entgegenzuwirken, und die Besatzungen der zunehmend in Untätigkeit verharrenden Großkampfschiffe der Hochseeflotte, bei denen es Anfang August 1917 bereits zu Gehorsamsverweigerungen gekommen war, sollten mit einer sinnvollen Aufgabe beschäftigt werden. Zudem konnte eine Operation gegen ein so stark gesichertes Ziel nicht ohne Unterstützung von Heereseinheiten durchgeführt werden. Die Oberste Heeresleitung stimmte dem Vorschlag des Admiralstabes zu, und die Planung der Unternehmung konnte beginnen.
Das Unternehmen, das den Decknamen Albion erhielt, sollte die bislang mit Abstand größte amphibische Unternehmung deutscher Streitkräfte werden. Beide Teilstreitkräfte hatten noch niemals bei einer so bedeutenden Unternehmung zusammengearbeitet, und der Angriff auf ein so stark verteidigtes Ziel stellte enorme Anforderungen an die Einsatzplanung und die gegenseitige Unterstützung. Die Angriffsplanung von Heer und Marine berücksichtigte die Erfahrungen der letzten Jahre. Durch die Schlacht von Gallipoli wusste man beispielsweise, wie sehr es zum einen auf eine Seestreitmacht ankam, die die umgebenden Gewässer beherrschte, und zum anderen auf eine gute Koordination beider Teilstreitkräfte.
Der Entschluss zur Durchführung der Unternehmung fiel am 11. September 1917, eine Woche nachdem die deutschen Truppen Riga genommen hatten. Eine weitere Woche später erteilte die Oberste Heeresleitung die endgültigen Einsatzbefehle, und die benötigten Truppen und Schiffe begannen, sich in Libau zu sammeln. Die maßgeblichen operativen Planungen auf deutscher Seite wurden vom Stab des Flottenkommandos unter Federführung von Kapitän zur See Magnus von Levetzow konzipiert.

## Die deutschen Streitkräfte

### Heereseinheiten
Das Heer stellte für die Landung die 42. Infanterie-Division unter Generalleutnant Ludwig von Estorff zur Verfügung, die aus dem Infanterie-Regiment „Graf Barfuß“ (4. Westfälisches) Nr. 17, dem 2. Lothringischen Infanterie-Regiment Nr. 131, dem 3. Unter-Elsässischen Infanterie-Regiment Nr. 138 sowie der 42. Feldartillerie-Brigade, bestehend aus dem Feldartillerie-Regiment „von Holtzendorff“ (1. Rheinisches) Nr. 8 und dem 1. Ober-Elsässischen Feldartillerie-Regiment Nr. 15, bestand. Ihr waren die selbständige 2. Infanterie-Radfahr-Brigade, das Reserve-Infanterie-Regiment Nr. 255 sowie weitere Artillerie-, Fernmelde-, Pionier- und Versorgungseinheiten beigegeben. Unter Letzteren befand sich die 1915 aufgestellte Pionier-Landungs-Kompanie Harburg (Pilako), die die flachgehenden Landungsboote betrieb. Sie bestand aus ehemaligen Seeleuten und arbeitete als einzige Heereseinheit während des Krieges ständig mit der Kaiserlichen Marine zusammen. Die Invasionsstreitmacht des Heeres unterstand der deutschen 8. Armee (General der Infanterie von Hutier), das Kommando der Landungstruppen führte der Kommandierende General des XXIII. Reserve-Korps, General der Infanterie Hugo von Kathen. Zusammen brachten es die eingesetzten Heereseinheiten auf etwa 24.500 Soldaten mit 8.500 Pferden, 2.400 Fahrzeugen sowie 150 Maschinengewehren, 54 Geschützen und zwölf Minenwerfern nebst der dazugehörigen Munition. Sie brachten Vorräte für dreißig Tage mit.

### Seestreitkräfte
Als Eskorte und zur Unterstützung der Landungen wurde den Truppentransportern der Sonderverband Ostsee zur Seite gestellt. Dieser setzte sich aus den in der VI. Aufklärungsgruppe zusammengefassten bereits bestehenden Ostseestreitkräften, drei Kleinen Kreuzern und einem Minenkreuzer, zusammen, erweitert um die von der Hochseeflotte entliehenen III. und IV. Geschwader mit zehn modernen Großlinienschiffen sowie die II. Aufklärungsgruppe mit fünf modernen Kleinen Kreuzern. Dazu kamen einundvierzig Torpedoboote und Zerstörer mit dem neuen Kleinen Kreuzer Emden als Führungsschiff sowie zahlreiche Minensuch- und Räumboote. Sechs deutsche U-Boote waren ebenfalls in das Gebiet beordert worden. Das Kommando führte Vizeadmiral Ehrhard Schmidt, Befehlshaber des I. Geschwaders, an Bord des Schlachtkreuzers Moltke, der als Flaggschiff des Landungsverbandes diente. Schmidt hatte bereits im August 1915 den Einbruch deutscher Seestreitkräfte in den Rigaer Meerbusen befehligt und war mit den lokalen Gegebenheiten vertraut. Als Stabschef stand ihm Kapitän zur See von Magnus von Levetzow zur Seite.
Neben den Schiffseinheiten beorderte die Marine auch einen Teil ihrer Luftschiffe in das Gebiet, die für Luftaufklärung sorgen und Bombenangriffe durchführen sollten. Auch die I. Torpedoflugzeugstaffel in Windau beteiligte sich an den Operationen, und das Heer stellte ebenfalls zwei seiner Luftschiffe ab.
Sonderverband Ostsee:
- Moltke, Flaggschiff (Vizeadmiral Ehrhard Schmidt)
- III. Geschwader (Vizeadmiral Paul Behncke): König (Flaggschiff), Bayern, Großer Kurfürst, Kronprinz, Markgraf
- IV. Geschwader (Vizeadmiral Wilhelm Souchon): Friedrich der Große (Flaggschiff), König Albert, Kaiserin, Prinzregent Luitpold, Kaiser
- Aufklärungsstreitkräfte (Konteradmiral Albert Hopman, Befehlshaber der Aufklärungsstreitkräfte in der östlichen Ostsee)
- II. Aufklärungsgruppe (Konteradmiral Ludwig von Reuter): Königsberg (Flaggschiff), Karlsruhe, Nürnberg, Frankfurt, Danzig
- VI. Aufklärungsgruppe (Konteradmiral Albert Hopman): Kolberg (Flaggschiff), Straßburg, Augsburg, dem Tender Blitz und Nautilus

Torpedoboote
- Emden (Kommodore Paul Heinrich, I. Führer der Torpedoboote (I FdT)) (Flaggschiff)
- II. Flottille: B 98 (Korvettenkapitän Oskar Heinecke)
  - 3. Halb-Flottille (Kapitänleutnant Hans Kolbe): G 101 (Flaggschiff), V 100, G 103, G 104
  - 4. Halb-Flottille (Korvettenkapitän Rudolf Faulborn): B 109 (Flaggschiff), B 97, B 110, B 111, B 112
- VI. Flottille: V 69 (Korvettenkapitän Werner Tillessen)
  - 11. Halb-Flottille (Korvettenkapitän Rudolf Lahs): V 43 (Flaggschiff), V 44, V 45, V 46, S 50
  - 12. Halb-Flottille (Korvettenkapitän Konrad Zander): V 82 (Flaggschiff), S 61, S 63, S 64, V 74
- VIII. Flottille: V 180 (Korvettenkapitän Kurt Nieden)
  - 15. Halb-Flottille (Kapitänleutnant August Vollheim): V 183 (Flaggschiff), V 181, V 182, V 184, V 185
  - 16. Halb-Flottille (Kapitänleutnant Hans Stohwasser): S 176 (Flaggschiff), G 174, S 178, S 179, V 186
- X. Flottille: S 56 (Korvettenkapitän Paul Hundertmarck)
  - 19. Halb-Flottille (Kapitänleutnant Wilhelm Rebensberg): T 170 (Flaggschiff), T 169, T 172, G 175, T 165
  - 20. Halb-Flottille (Kapitänleutnant Diether Roeder von Diersburg): V 78 (Flaggschiff), S 65, S 66, V 77, G 89
- 7. Halb-Flottille (Korvettenkapitän Ralph Graf von der Recke-Volmerstein): T 154 (Flaggschiff), T 139, T 140, T 143, T 145, T 151, T 157, T 158, T 160
- SM Gleitboot (Oberleutnant zur See Georg Peytsch) (eigenständiges Kommando aber der 7. THFl angegliedert)

U-Boote
- U-Boot-Flottille Kurland (Kapitänleutnant Alfred Schött), UC 56, UC 57, UC 58, UC 59, UC 60, UC 78

Minenräumkräfte
- Sperrbrechergruppe (Korvettenkapitän der Seewehr Alexander Simonsen): Rio Pardo, Lothar, Schwaben, Glatz
- II. Minensuch-Flottille: A 62 (Kapitänleutnant Doflein).
  - II./3. Minensuch-Halbflottille (Kapitänleutnant Rolf von der Marwitz): T 136 (Führerboot), M 67, M 68, M 75, M 76, M 77, T 59, T 65, T 68, T 82, T 85.
  - II./4. Minensuch-Halbflottille (Kapitänleutnant Maxim von Zitzewitz): T 104 (Führerboot), T 53, T 54, T 55, T 56, T 60, T 61, T 62, T 66, T 67, T 69.
  - II./8. Minensuch-Halbflottille (Kapitänleutnant Erich Koellner): M 64 (Führerboot), M 11, M 31, M 32, M 39, A 35.
- I. Minenräum-Division (Riga) (Kapitänleutnant Kurt Astheimer): 11 Fahrzeuge (Leichter, Schuten oder Motorboote).
- II. Minenräum-Division (Korvettenkapitän August Altvater): Tender Ammon, 12 Fahrzeuge.
- III. Minenräum-Division (Kapitänleutnant Franz Weidgen): Tender Indianola, 12 Fahrzeuge.
- IV. Minenräum-Division (Kapitänleutnant der Reserve der Matrosenartillerie Karl Kipke): Tender Hochkamp, Wachboot O2, 10 Fahrzeuge.
- Küstenschutzhalbflottille Ost (Oberleutnant zur See der Reserve Rudolf Nordman): 6 Fischdampfer.
- Vorpostenhalbflottille West / 3. Halbflottille der Torpedobootstreitkräfte (Korvettenkapitän Walter Goethe): T 141 (Führerboot), Hilfsschiffe Fiora und Primula, 15 Motorboote.

U-Jagdkräfte
- Such-Flottille Ostsee (Fregattenkapitän Hugo von Rosenberg): T 144 (Führerboot)
  - 1. Such-Halbflottille (Kapitänleutnant der Reserve Otto Sach): T 142 (Führerboot), A 28, A 30, A 32, 32 bewaffnete Fischereifahrzeuge
  - 2. Such-Halbflottille (Kapitänleutnant der Seewehr Johann Wahlen): T 130 (Führerboot), A 27, A 29, A 31, 24 bewaffnete Fischereifahrzeuge
- Netzsicherungsgruppe Ostsee (Korvettenkapitän Ludwig Kaulhausen): Netzleger Burgfried, Dampfer Eskimo, Rossal, 6 Schlepper und mehrere Leichter
- Vorpostenhalbflottille Ost (Kapitänleutnant der Reserve Friedrich Harder): 6 bewaffnete Fischereifahrzeuge

Tross-Verband (Kapitän der Seewehr Sachse): T 132 (Verbindungsboot)
- 4 Lazarettschiffe: Imperator, Kehrwieder, Titania, Viola, 4 Munitionstransporter, Verpflegungstransporter: Castor, Coburg, Kohlenschiff Adeline Hugo Stinnes 3,  1 Öltransporter, 1 Wassertransporter, Werkstattschiff Donau, Kabelleger Alster, Bojenleger Wilhelms, Mellum, 3 Motorboote.

Bergungsgruppe
- 4 Schlepper und Pumpenschiffe, 7 Schlepper für Landungszwecke, darunter Netter, Falkenstein, Jägersburg, Wilhelm Cords, Stein, Sturm, 8 leichte Fahrzeuge, 10 Leichter, Blockschiffe City of Belfast, City of Cadiz

Truppentransporter (Fregattenkapitän Hans-Carl von Schlick):
- 1. Sektion (Fregattenkapitän Max Fischer): Transporter Chemnitz, Cassel, Batavia, Friedrichsruh
- 2. Sektion (Kapitänleutnant Ernst Wather): Transporter Oron, Sangara, Coralie Hörlock, Borderland
- 3. Sektion (Fregattenkapitän Karl Keller): Transporter Scharnhorst, Buenos Aires, Frankfurt
- 4. Sektion (Korvettenkapitän Bruno Glüer): Transporter Bahia Castillo, Giessen, Schleswig, Badenia, Oswald (Pionierschiff), Altenburg (Reserve)
- Pionierschiffe: Equity, Corsica

(zusammen 19 Truppentransportschiffe mit insgesamt 153.664 BRT)

### Luftstreitkräfte
- Luftschiffe (Korvettenkapitän Hans Wendt): L30, L37, LZ 113, LZ 120, SL8, SL20
- Luftstreitkräfte des Sonderverbands Ostsee (Kapitänleutnant Hermann Berthold): 81 Wasserflugzeuge und 16 Flugzeuge von den Seefliegerstationen in Libau, Windau und Angernsee
- I. Torpedoflugzeugstaffel (Leutnant zur See Max Stinsky)
- Jagdstaffel der 8. Armee (Leutnant Roth)
- Marine-Landjagdstaffel (Reserve) (Leutnant der Reserve der Matrosenartillerie Lothar Wieland)
- Flugzeugmutterschiff Santa Elena (Oberleutnant zur See Karl Holzapfel): 4 Wasserflugzeuge

## Die russischen Streitkräfte

### Heereseinheiten und Küstenartillerie
Die russische Führung kannte die strategische Bedeutung der baltischen Inseln und hatte mit einem Landungsversuch gerechnet. Zumindest in der Theorie waren sie auch recht gut geschützt, und dem Kommandeur der Garnison Kontreadmiral Dmitri Alexandrowitsch Sweschnikow stand allein auf Ösel und Dagö die 107. russische Infanteriedivision (Brigadegeneral Fjodor Matwejewitsch Iwanow) mit den drei Infanterieregimentern 425 „Kargopolski“, 426 „Powenetski“ und 427 „Pudoschski“ zur Verfügung. Außerdem war der Division dort noch das zur 118. Infanteriedivision gehörende Infanterieregiment 472 „Massalski“ sowie das Infanterieregiment 470 „Dankowski“ und das Hauptquartier der 118. Infanteriedivision unterstellt. Der Division waren zwei Feldartilleriebrigaden mit 96 Feldgeschützen beigegeben. Zusammen erreichten die vier Regimenter der 107. Division eine Sollstärke von 24.000 Mann, die in gut befestigten Stellungen lagen, und auf dem nahegelegenen Festland lagen weitere Einheiten, die im Angriffsfall hinzugezogen werden konnten. Allerdings war die tatsächliche Stärke der Garnison geringer, und die Moral der Truppen war durch die fortgesetzten Niederlagen zu Lande und die revolutionären Unruhen stark beeinträchtigt. Aus Aufzeichnungen und Korrespondenz der Offiziere geht jedoch hervor, dass auch die offiziellen Zahlen womöglich weit über dem tatsächlichen Bestand lagen. Beispielsweise wird in einem Brief die Stärke des 472. Infanterieregiments mit etwa 1440 statt 2435 Mann Sollstärke angegeben.
Die Befehlsgewalt der Offiziere war durch die Einrichtung der zahlreichen Soldatenräte gehemmt, welche ebenfalls Einfluss auf die Truppe nahmen und angesichts der sich verschlechternden Kriegslage oftmals als gefährlich empfundene Maßnahmen, egal ob wichtig oder unwichtig, ablehnten, um das Leben der Mannschaften zu schonen. Angeblich waren Moral und Organisation des 472. Infanterieregiment so stark geschwächt, dass sich Mannschaften und Offiziere an Plünderungen beteiligten, was das russische Oberkommando dazu bewog, das angeblich sogar in noch schlechterer Verfassung befindliche 470. Infanterieregiment auf dem Festland zu belassen.
Ein starker Aktivposten war die Küstenartillerie, denn der gesamte Archipel war seit Kriegsbeginn mit einer Vielzahl von Küstenbatterien befestigt worden, die neben 48 Geschützen über 15 cm allein 25 Einheiten 7,5 cm-Geschütze sowie zahlreiche kleinere Waffen aufboten. Auf Ösel standen acht Küstenbatterien an strategischen Punkten, Dagö verfügte über vier weitere.
Schwerpunkte der Verteidigung waren die Südspitze der Halbinsel Sworbe sowie die Nordspitze von Dagö am Kap Lechtma. Am Südende Ösels, dem Kap Zerel, waren gleich mehrere Batterien mit verschiedenen Bestreichungswinkeln und Kalibern eingerichtet worden, um den Eingang der Irben-Straße abzudecken, die zusammen 4 × 30,5 cm, 4 × 13 cm und 4 × 12 cm umfassten. Ähnlich stark armiert waren die Batterien am Kap Lechtma mit 4 × 30,5 cm und 4 × 12 cm, die den Eingang zum Finnischen Meerbusen bewachten. Die südliche Mündung des Moonsundes wurde von drei schweren Batterien mit zusammen fünf 25 cm und vier 15,2 cm-Geschützen geschützt. Dazu traten noch die ausgedehnten Minenfelder, die insbesondere die Irben-Straße und den Moonsund versperrten und allein in der Irben-Straße mindestens 10.000 Minen umfassten. Die Garnison hatte außerdem das Wegenetz auf Ösel stark verbessert und eine Reihe von festen Straßen angelegt, die schnelle Truppenbewegungen gestatteten.

### Seestreitkräfte
Der Kriegsausbruch hatte die russische Flotte in einer Phase der Schwäche getroffen. Zwar waren nach dem verlorenen Krieg gegen Japan und der nachfolgenden Revolution von 1905 einige neue Schiffe fertiggestellt worden, die aber nach dem Beginn der Dreadnought-Ära veraltet waren. Russland hatte auch darauf reagiert und die vier Dreadnoughts der Gangut-Klasse in Bau gegeben, die mittlerweile trotz Verzögerungen einsatzbereit waren. Außerdem lagen vier weitere Großkampfschiffe der Borodino-Klasse auf Stapel. Der Bau neuer Schiffseinheiten war jedoch durch den Verlust der Stützpunkte und Werften an der Ostseeküste stark behindert, und vor dem Krieg in Deutschland bestellte Einheiten und Maschinen waren von der Kaiserlichen Marine beschlagnahmt worden. Auch der gravierende Mangel an eigener Industrie behinderte im Zusammenwirken mit der Blockade Russlands durch die Mittelmächte den Schiffbau.
Ein weiteres Hindernis stellte die beginnende Revolution dar, und der Misserfolg der Kerenski-Offensive hatte die ohnehin bereits schwache Kampfmoral der Soldaten noch weiter erschüttert. Meutereien hatten die Flotte gelähmt, und die Matrosen ermordeten einige hohe Offiziere und bildeten wie auch die Armee zahlreiche Soldatenräte. Ein großer Teil der russischen Baltischen Flotte lag unter dem Kommando des obersten Soldatenrates Zentrobalt in Kronstadt und Reval fest, darunter auch die Erste Schlachtschiffbrigade mit den kampfkräftigen Schiffen der Gangut-Klasse. Der Mangel an erfahrenen Offizieren und der disziplinschädigende Einfluss der Soldatenräte sorgten dafür, dass der Kampfwert und auch die Kampfmoral der Flotte stetig dahinschwanden.
Immerhin standen den Russen einige kampfkräftige Schiffe zur Verfügung, die von den revolutionären Unruhen nur wenig betroffen waren und über gut ausgebildete und kampferfahrene Mannschaften verfügten. Der sehr flache Moonsund und die umliegenden Gewässer behinderten die Unternehmungen großer Kampfschiffe erheblich, doch hatte die Marineführung immerhin einen Kanal ausbaggern lassen, der vom Finnischen Meerbusen bis in den Sund führte und der mit neun Metern Wassertiefe ausreichend für die dort eingesetzten schweren Schiffseinheiten war – nicht jedoch für die russischen oder deutschen Dreadnoughts oder die neueren Linienschiffe der Andrej-Perwoswanni-Klasse. Auch kannten die Russen im Rigaer Meerbusen einige Passagen, die den Deutschen zunächst verborgen bleiben mussten. Das Linienschiff Slawa war den gegnerischen Großkampfschiffen in Sachen Bewaffnung, Panzerschutz und Geschwindigkeit zwar unterlegen, konnte jedoch dank eines Umbaus der schweren Geschütztürme 1916 mit einer überlegenen Reichweite der schweren Geschütze aufwarten. Der Mangel an Kreuzern wurde auf russischer Seite durch die zahlreichen modernen Zerstörer der Nowik-Klasse teilweise ausgeglichen, und drei gepanzerte Kanonenboote mit 15,2 cm-Geschützen sollten sich in den flachen Gewässern als wertvolle Hilfe erweisen. Das Kommando über die in der Rigabucht-Operationsgruppe zusammengefassten Einheiten führte Vizeadmiral Michail Bachirew, ein fähiger und erfahrener Offizier. Als Chef seines Stabes fungierte Kapitän Zweiten Ranges Muromtsew.
Seestreitkräfte in der Rigaer Bucht (Vizeadmiral Bachirew):
- Linienschiffe: Slawa, Graschdanin
- Kreuzer: Bajan, Admiral Makarow (ab 14. Oktober), Diana (ab 16. Oktober)
- Kanonenboote: Chrabry, Grosjaschtschi, Chiwinez

Zerstörergruppe
- Führungsschiff: Nowik (Admiral Juri Stark)
  - I. Torpedobootzerstörer-Division (Kapitän 2. Ranges Pilsudski): Grom, Pobeditel, Sabijaka.
  - II. Torpedobootzerstörer-Division (Kontreadmiral Stark): Desna, Samson, Leitenant Iljin, Kapitan Izylmedew.
  - III. Torpedobootzerstörer-Division (Kapitän 1. Ranges Shekelew): Avtroil, Isjaslaw, Gawriil, Konstantin.
  - IV. Torpedobootzerstörer-Division (Kapitän 1. Ranges Postelnikow): General Kondratenko, Progranitschnik.
  - V. Torpedobootzerstörer-Division (Kapitän 1. Ranges Ekimow): Donskoi Kasak, Stereguschtschi, Turkmenez-Stawropolski, Woiskowoi, Sabaikalez, Ukraina (ab 14. Oktober), Straschny (ab 16. Oktober).

Zugeteilte Hilfsschiffe
- Petschora, Transporter Oka, Libau (Hauptquartier-Division), Vodolej Nr. 1
- Blockschiffe: Lawa (Lazarettschiff), Minenleger Nr. 4
- Barkassen: Dozornyi, Ilim, Moryak
- III. Wachschiff-Division
  - Dampfbarkassen No. 1, No. 2 No. 3, No. 4
  - Motorbarkassen No. 2, No. 3, No. 8, No. 9
  - Tender Tralschtschik No. 12

Britische U-Boote
- C26, C27 und C32

Patrouillenkräfte und Wachschiffe
- VIII. Torpedoboot-Division: Likhoi (ab 15. Oktober)
- IX. Torpedoboot-Division: Dyeyatelni, Dyelni, Gromyaschi, Razyashchi, Silni, Storozhevoi (ab 14. Oktober)
- II. Wachschiff-Division (Meldereinheit) (Senior-Leitenant Beklemishew): Barsuk, Gornostai, Vydra
- III. Wachschiff-Division (Meldereinheit): Khorek, Laska
- 5 Hilfs-Patrouillendivisionen mit 29 Fahrzeugen und 2 Hilfsschiffen

Minenräumkräfte
- 5 Minenräum-Divisionen mit 13 Fahrzeugen
- 2 Motorboot-Minenräum-Divisionen mit 6 Fahrzeugen und 1 Hilfsschiff

Minenleger-Detachement Ostsee
- Minenleger Amur, Volga

Flachgehendes Minenleger-Detachement
- Drei flachgehende Minenleger, darunter Pripyat

Detachierte Einheit für die Luftdivision:
- Schlepper Avion

Transportdivision Ostsee
- III. Transportdetachement

Dampfer General Zimmermann
- VI. Transportdetachement

Obsidian, Vassian, detachierter Transporter Buki, Kohlenschiffe Glagol, On, Pokoj, Kühlschiff Sukhoma, Sondertransporter Vodolej No. 2
- Lotsen- und Leuchtfeuerdienst Ostsee

Transporter Artelschtschik, Samoed, Hafenschiff Brigitowka
Daneben standen den Verteidigern auch etwa 50 Wasserflugzeuge und Flugboote zur Verfügung, die von den Luftstützpunkten in Arensburg, Lewall und Papensholm aus operierten. Dazu traten zehn aus Nieuport-Typen bestehende Land-Jagdflugzeuge. Auch ihre Kampfkraft war aufgrund der Revolution stark eingeschränkt.

## Die Vorbereitung

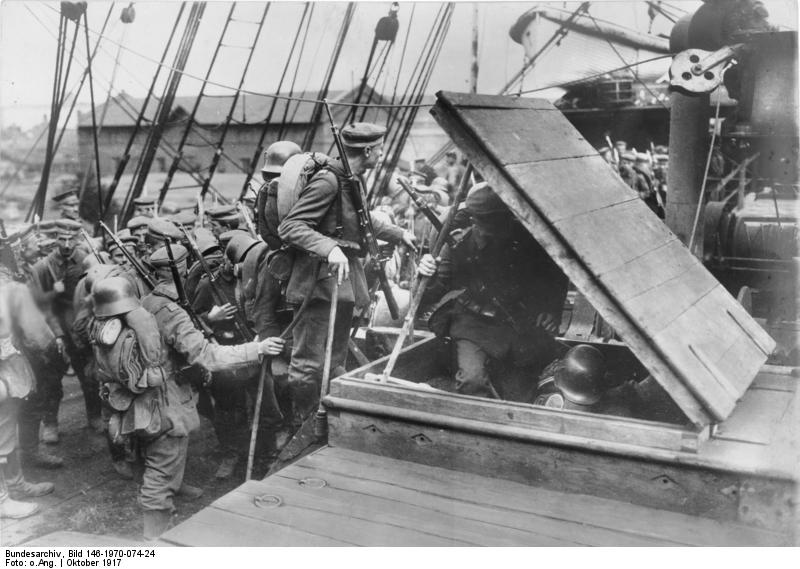
Heerestruppen gehen an Bord der Transportschiffe

Bereits am 24. September lagen die für die Unternehmung bereitgestellten Schiffe und Truppen an ihren Ausgangspositionen. Die schweren Einheiten des III. und IV. Geschwaders befanden sich im Putziger Wiek, die II. Aufklärungsgruppe in Windau, während die Transporter und ihre Eskorten sich in Libau sammelten. Eine ausgedehnte Schlechtwetterperiode behinderte jedoch bis Anfang Oktober die Operationen, so dass sich der Beginn des Landungsunternehmens entsprechend verzögerte. Auch die vorgesehenen vorbereitenden Luftangriffe konnten deshalb erst am 1. Oktober beginnen. Bis zum 10. Oktober flogen die deutschen Luftstreitkräfte zahlreiche Bombenangriffe vor allem gegen die Küstenbefestigungen, die auch einige Schäden anrichteten. In der Nacht vom 30. September auf den 1. Oktober wurde eines der Magazine der schweren Batterie Zerel durch ein von Bombentreffern ausgelöstes Feuer zur Explosion gebracht. Die Batteriebesatzung erlitt dabei schwere Verluste (mehr als 110 Tote, darunter der Batteriekommandeur, und 60 Verletzte), und der Verlust eines großen Teiles der Munition schwächte die Schlagkraft der Batterie beträchtlich. Auch deutsche Torpedoflugzeuge, die noch in der experimentellen Phase steckten, flogen Angriffe gegen Versorgungsschiffe, erzielten aber keine Treffer. Gegen sie wurde auch das mit einem einzelnen 45-cm-Torpedo bewaffnete Gleitboot unter dem Kommando von Oberleutnant zur See Peytsch angesetzt und lief am 10. Oktober um 15 Uhr von Libau aus. Kurz nach der letzten Sichtung vom Leuchtturm Michaelsturm nahe Pissen aus beobachtete die Batterie nahe Gross Irben eine Explosion, danach blieb das Boot verschollen. Vermutlich war es einer Mine oder einer Explosion an Bord zum Opfer gefallen. Die Luftschiffe waren ebenfalls an den Angriffen beteiligt, bereits in der Nacht vom 24. auf den 25. September belegten die Heeresluftschiffe LZ 113 und LZ 120 die Batterie Zerel mit Bomben. Am 1. Oktober führten LZ 120 und die Marineluftschiffe L30 und L37 Ablenkungsangriffe im östlichen Teil des Rigaer Meerbusens durch, sie bombardierten die unzureichend verteidigten Häfen Sophienruhe und Salismünde und trafen kaum auf Widerstand. Schlechtes Wetter verhinderte jedoch weitere Unternehmungen der Luftschiffe, die eigentlich den Vorstoß der Flotte durch Aufklärungsflüge decken sollten.

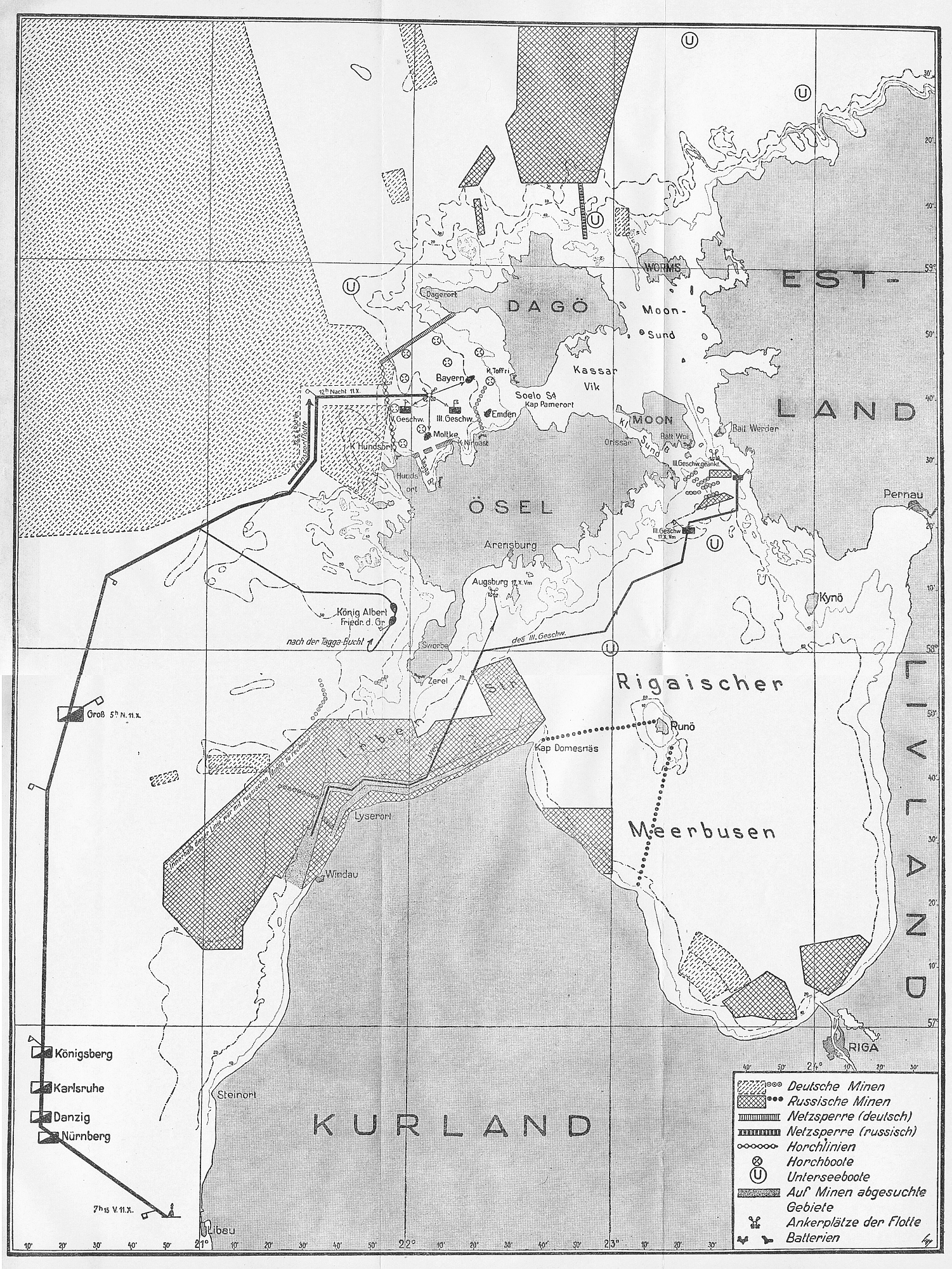
Zeitgenössische Karte mit dem Verlauf der Unternehmung

Der Angriffsplan gegen Ösel sah vor, die Transporterflotte und ihre Eskorten im Schutz der Nacht bis zur Tagga-Bucht im Nordwesten der Insel zu bringen und dort in der Morgendämmerung überraschend Pioniereinheiten zu landen. Eine weitere flankierende Landung war im etwas weiter östlich gelegenen Pamerort vorgesehen. Während die vier Infanterieregimenter nach Süden und Osten vorrückten, sollte die Infanterie-Radfahrerbrigade, unterstützt durch ein spezielles Sturmbataillon, schnell nach Osten zum Verbindungsdamm nach Moon vorstoßen und ihn blockieren. So hoffte man, die russische Garnison am Entkommen zu hindern und gefangenzusetzen. Um die Hauptstadt Arensburg wurde russischer Widerstand erwartet, so dass die Masse der Landungstruppen zunächst dorthin marschieren sollte. Ein Durchbruch durch die gut geschützte Irben-Straße wurde aufgrund der dort befindlichen starken Küstenbefestigungen und dichten Minenfelder zunächst als zu riskant verworfen. Dennoch sollten die dortigen Minenfelder so früh als möglich geräumt werden, um spätere Operationen im Inneren der Bucht zu ermöglichen. Bereits Anfang Oktober begannen die deutschen Minenräumer daher damit, die Minensperren in der Irben-Straße zu beseitigen. Dabei wurden zahlreiche Minenräumboote sowie das Hilfsschiff Cladow beschädigt, mehrere Boote gingen verloren. Die Tagga-Bucht war nicht so stark verteidigt, bot einen guten Landeplatz und genug Raum zum Ankern und Manövrieren für die schweren Schiffseinheiten und Transportschiffe. Zudem konnten hier Netzsperren ausgebracht werden, um die Flotte gegen U-Boote zu schützen. Der Anmarschweg dorthin war allerdings ebenfalls minenverseucht und musste vorher geräumt werden.
Bei der Marine war vorgesehen, den Vorstoß gegen Ösel rasch und ohne vorherige langwierige Minenräumoperationen durchzuführen, um den Gegner überraschen zu können. Prinz Heinrich sprach sich zwar gegen diese Taktik aus, weil er hohe Verluste fürchtete, wurde aber vom Oberbefehlshaber der Hochseeflotte Admiral Scheer überstimmt. Sobald die Angriffsräume erreicht waren, sollten die Schlachtschiffe mit ihrer schweren Artillerie vor der Landung der Heerestruppen die gegnerische Küstenartillerie zum Schweigen bringen, die Verteidiger bei der Landung niederhalten und Angriffe zur See abwehren. Torpedoboote und Kreuzer sollten gegnerische leichte Seestreitkräfte in den engen und seichten Gewässern abhalten, den Landungsschiffen dichter unter Land Feuerunterstützung bei der Landung geben und die eigenen Minenräumer bei der Arbeit schützen.

### Russische Verteidigungsplanung
Der Kommandeur General Iwanow kannte die Inseln und möglichen Landeplätze gut. Das von ihm zu schützende Gebiet war groß, und er hatte längst nicht genug Männer und Material, um alle potentiellen Landezonen zu bewachen, geschweige denn zu verteidigen. Eine Vorwärtsverteidigung zum völligen Verhindern einer Landung wäre so wenig erfolgversprechend gewesen. Stattdessen entschied er sich für eine Verzögerungstaktik, um die Deutschen nach der Landung so lange wie möglich aufzuhalten und die entscheidenden Küstenbatterien zu schützen, bis Verstärkung vom Festland eintraf. Dann wäre es möglich, die Angreifer bis zum Wintereinbruch und dem Zufrieren des Meeres festzuhalten und einen Einbruch der gegnerischen Flotte in die Gewässer um die Inseln zu verhindern.
Ein Vormarsch im Inneren der Insel war nur über die von den russischen Streitkräften neu angelegten Straßen möglich, die zwischen schwer passierbarem Sumpf- und Waldland hindurchführten. Sperren auf diesen Straßen und Kreuzungen würden die Angreifer Zeit kosten, da sie praktisch nur im Frontalangriff zu nehmen waren. Dies sollte den Verteidigern ein schrittweises, kontrolliertes Zurückgehen ermöglichen, die ihrerseits auf den verbliebenen Straßen rasch ihre Kräfte umdisponieren konnten.
Entsprechend wurde der Westen Ösels in drei Verteidigungszonen aufgeteilt, die mit jeweils einem Regiment besetzt wurden. Einen Abschnitt (426. Regiment) bildete der Nordwesten der Insel um die Tagga-Bucht und die Mustel-Bucht, wo eine Landung am wahrscheinlichsten war. Dort wurde die Basis der Halbinsel Hundsort mit Grabenlinien befestigt. Einen weiteren Abschnitt bildete die Halbinsel Sworbe, wo das 425. Regiment im Fall einer Landung hinter Feldbefestigungen zurückbleiben sollte, um die Schlüsselstellung auf Kap Zerel zu schützen, wo die schwere Batterie ein Passieren der Irbenstraße und ein Räumen der dort angelegten Minenfelder verwehrte. Dazwischen lag das Reserveregiment (472.) an der Straße bei Kergel, um im Fall einer Landung rasch Hilfe leisten zu können. Entscheidend für die Strategie war, schrieb Iwanow, dass die Deutschen keinesfalls weiter östlich vorankommen durften als zum Moondamm, damit die Verbindung zum Festland offenblieb.
Sowohl General Iwanow als auch Admiral Sweschnikow hatten weitere Straßensperren, Befestigungen, Beobachtungsposten und Batterien geplant, doch fehlten ihnen die Mittel, um diese Maßnahmen umzusetzen. Beide bemühten sich vergebens um mehr Soldaten und Arbeiter.
Der russische Geheimdienst SNIS war über die Planungen und Bewegungen der Deutschen gut informiert. Vermutlich stammten diese Informationen aus entschlüsselten deutschen Funksprüchen. Vizeadmiral Bachirew erhielt bereits am 24. September erste Vorwarnungen über eine bevorstehende größere deutsche Unternehmung und gab sie auch an die anderen Kommandeure weiter. Ab dem 3. Oktober war bekannt, dass die Deutschen eine Landung auf Ösel planten, und am 10. Oktober erging eine Warnung für den Beginn einer deutschen Angriffsunternehmung in der Ostsee am 11. Oktober. Das britische U-Boot E1 sichtete zwar vor Libau die auslaufenden Transportschiffe, maß dem Vorfall jedoch keine besondere Beachtung und meldete ihn auch nicht weiter.

## Anfangsphase der Unternehmung

### Anmarsch

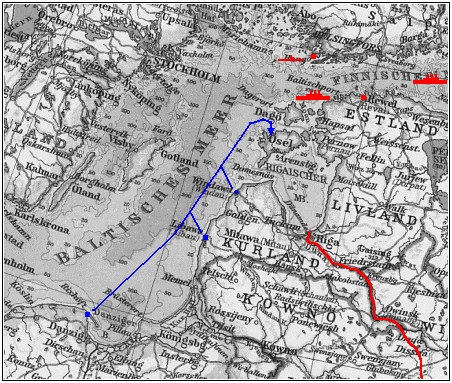
Anmarschweg

Nach der eingetretenen Verzögerung durch schlechtes Wetter begann der Angriff schließlich am 11. Oktober 1917. Am Abend des 10. Oktober verließen die schweren Einheiten den Putziger Wiek und vereinigten sich während der Nacht mit den Einheiten aus Windau, und die Stäbe des Heeres gingen an Bord des Flaggschiffs Moltke. Am Nachmittag stießen die Transportschiffe hinzu, und der Angriffsverband bewegte sich in vier Kolonnen mit neun Knoten Geschwindigkeit nach Norden, während die Minenräumverbände im Vorfeld Gassen durch die Minensperren bahnten. Während der Nacht nahm der Seegang zu, was die Arbeit der Minenräumer störte, und die dichten Minenfelder konnten nicht rechtzeitig unschädlich gemacht werden, so dass der Zeitplan durcheinanderzugeraten drohte. Vizeadmiral Schmidt befürchtete, den Überraschungseffekt zu verlieren, so dass er schließlich befahl, trotz der Gefahr für die schwer beladenen Transporter und die kostbaren Großkampfschiffe ohne Minenräumerunterstützung schnell ins Einsatzgebiet vorzustoßen. Obwohl die Schiffe mitten durch ein Minenfeld liefen, gab es keine ernsthaften Schäden. Lediglich die Corsica, einer der kleinen Dampfer, welche die Pioniere beförderten, lief gegen 5 Uhr morgens auf eine Mine und wurde schwer beschädigt. Besatzung und eingeschiffte Truppen wurden von Torpedobooten übernommen, und das Schiff wurde in flachem Wasser auf Grund gesetzt, um Reparaturen durchzuführen.

### Beginn der Landung
12. Oktober 1917
Am frühen Morgen erreichte der Landungsverband den Angriffsraum. Beim Einnehmen der Bombardementpositionen kurz nach 5 Uhr morgens erhielten die Schlachtschiffe Bayern und Großer Kurfürst Minentreffer. Die Großer Kurfürst wurde nur leicht beschädigt, 280 Tonnen Wasser drangen in den Wallgang und einige Kohlenbunker ein. Auf der Bayern dagegen lief der Bugtorpedoraum voll, mit 1.000 Tonnen Wasser im Vorschiff musste sie sich später zurückziehen. Beide Schiffe führten jedoch die ihnen zugewiesenen Bombardements durch und brachten zusammen mit den anderen schweren Schiffen und den Kreuzern die russischen Batterien zum Schweigen. Alsbald lagen die deutschen Transportschiffe vor der Tagga-Bucht auf der Insel Ösel und begannen mit dem Ausschiffen der Truppen. Die Angriffstruppen setzten sich zusammen aus dem Infanterieregiment 131 (Oberstleutnant Fischer), dem Reserve-Infanterie-Regiment 255 (Oberst Berring) und der 65. Infanteriebrigade (Oberst Matthiass), in denen die Infanterieregimenter 17 und 138 zusammengefasst waren. Ihnen beigegeben waren die 2. Radfahrer-Infanteriebrigade und ein Bataillon Sturmtruppen. Obwohl sich herausstellte, dass die Russen von der bevorstehenden Landung durch abgefangene deutsche Funksprüche Kenntnis erhalten hatten, gelang die Überraschung. Es zeigte sich, dass die russischen Soldaten zwar bereits seit Ende September von der bevorstehenden deutschen Landung unterrichtet waren, doch der beständige Alarmzustand der letzten Wochen hatte ihrer Wachsamkeit geschadet. Die einsetzende Schlechtwetterperiode schien ein Zeichen zu sein, dass die Invasion nicht stattfände, so dass die Landung dann dennoch überraschend erfolgte.
Das an der Landestelle postierte 426. Regiment schien wie gelähmt, und sein Kommandeur Oberst Gwaita, der scheinbar keine Kenntnis von den Vorgängen an den Stränden hatte, blieb mit drei Reservekompanien untätig in Mustel. Während die Artilleristen auf die landenden Deutschen schossen, ergriff die russische Infanterie nicht selten beim ersten Anzeichen des Feindes die Flucht. Die Einheiten lösten sich auf und leisteten den nachsetzenden Deutschen kaum Widerstand, sondern strömten in Unordnung nach Süden, um per Schiff oder über den Damm auf das Festland zu fliehen.
Die Angriffstruppen gingen weitgehend ungehindert mit Hilfe von Beischiffen und speziellen sog. Pferdebooten an Land und besetzten die niedergekämpften Batterien. Die kopflose Reaktion der Verteidiger bewog die deutsche Führung zu einer Änderung ihrer Pläne. Anstatt wie geplant zunächst ihr Material zu entladen, zu dem auch die für unverzichtbar gehaltene Feldartillerie zählte, entschied General von Estorff sich dafür, unter Zurücklassung fast allen Gepäcks und Geräts sofort den Vormarsch ins Landesinnere anzutreten. Das 131 sollte im Süden die Halbinsel Sworbe und die Küstenbatterie Zerel nehmen, und das 255 sollte in südöstlicher Richtung auf Arensburg vorgehen und die Stadt besetzen, während die 65. Brigade nach Süden und Osten ausgreifen sollte. Eine weitere Landung fand bei Pamerort an der Nordküste Ösels statt, hier wurden die Radfahrer und Sturmtruppen an Land gesetzt, denen eine besondere Aufgabe zukam. Um den Rückzug der Russen in Richtung Moon zu verhindern, war vorgesehen, dass sie schnell nach Osten auf die Ortschaft Orissar vorstoßen und den Kopf des Dammes, der den zwischen Ösel und Moon gelegenen Kleinen Sund überspannt und beide Inseln miteinander verbindet, besetzen sollte. Dies würde ein Entkommen des Gegners nach Moon und das Heranbringen von Verstärkungen erschweren.

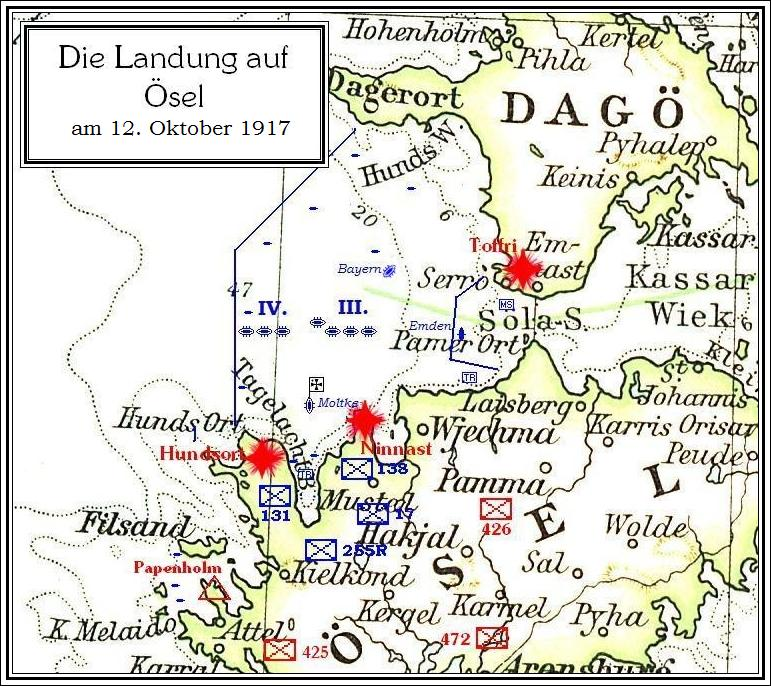
Die Landung in der Tagga-Bucht

Währenddessen unternahm die 1. Division des IV. Geschwaders unter Vizeadmiral Souchon, unterstützt durch die 15. Torpedoboot-Halbflottille, einen Ablenkungsangriff gegen die Halbinsel Sworbe, um die Russen glauben zu machen, dort stehe ebenfalls eine Landung bevor. Bereits am vorhergehenden Abend hatten sich die beiden Großkampfschiffe Friedrich der Große und König Albert mit ihren Eskorten vom Rest der Flotte getrennt und im Südosten der Landungsgruppe, außer Sicht von Land, geankert. Gegen 4 Uhr früh gingen sie Anker auf und näherten sich der Küste, während die Torpedoboote sie gegen Minen und U-Boote abschirmten. Die Besatzungen der Torpedoboote waren im Minenräumen ungeübt, so dass sich der Angriff verzögerte, die deutschen Schlachtschiffe eröffneten jedoch trotzdem das Feuer auf den Strand. Die Batterie auf Kap Zerel erwiderte das Feuer nicht, obwohl der Gegner in effektiver Reichweite war, und die deutschen Großkampfschiffe liefen gegen 8:35 Uhr zur Tagga-Bucht weiter.
Gleichzeitig belegte die 13. Halbflottille die russischen Stellungen nahe Kielkond und den Flugplatz Papensholm mit Artilleriefeuer. Die Torpedoboote brachten die Küstenbatterien zum Schweigen und zwangen die Russen zum Rückzug. Ein Luftangriff russischer Flugzeuge blieb erfolglos, und deutsche Jagdflieger meldeten den Abschuss von drei Flugbooten. Gegen 15.30 Uhr erreichten die Spitzen des Infanterieregiments 131 Papensholm und konnten den Flugplatz weitgehend unzerstört besetzen, er stand den deutschen Fliegern bereits am nächsten Tag zur Verfügung. Kielkond wurde bereits eine Stunde vorher besetzt. Bis zum Abend hatte das Regiment Mennust erreicht, und das RIR 255 traf am Abend in Irro an der Straße nach Arensburg ein, während die 65. Infanteriebrigade von der Tagga-Bucht nach Osten vorrückte und bis zum Abend Vesike und Mustel erreicht hatte.
Die Landung in der Tagga-Bucht schritt nach Ausschaltung der Küstenverteidigung rasch voran, bis 20 Uhr waren die gesamte Infanterie und eine große Menge Ausrüstung sowie 100 Fahrzeuge und 530 Pferde gelandet worden. Aufgrund von Navigationsfehlern mussten einige als sicher erklärte Bereiche der Bucht noch von Minen geräumt werden, während die Netzsperreneinheiten den Ort mit Torpedonetzen abgrenzten. Eine Linie von mit Hydrophonen ausgestatteten Trawlern ankerte an den Netzsperren, um vor U-Booten warnen zu können. Bis 17 Uhr lagen alle schweren Einheiten des IV. Geschwaders sicher in der Bucht.

### Gefechte an der Nordküste Ösels
Währenddessen suchten die leichten Einheiten der II. S-Halbflottille unmittelbar östlich des Landeplatzes eine sichere Passage durch den Soelo-Sund, der Ösel von Dagö trennt und besondere strategische Bedeutung besaß. Die sehr flache Meeresstraße war ein schwieriges Fahrwasser und nur für kleine Schiffe bis Zerstörergröße passierbar, durch ihn konnten die Russen jedoch leichte Seestreitkräfte gegen den Landungsverband ansetzen, und für die Deutschen bot er den schnellsten Zugang zum dahinter liegenden Kassar Wiek. Dieser Meeresarm zwischen Ösel, Dagö und Moon war von überragender Bedeutung für den Fortgang der Unternehmung, da von dort aus der Zugang zu allen drei Inseln kontrolliert werden konnte. Auch der Moondamm, über den Truppen und Nachschub zwischen den Inseln Moon und Ösel ausgetauscht werden konnten, konnte von dort beherrscht werden, so dass die deutsche Flotte den Zugang zum Kassar Wiek auf jeden Fall unter ihre Kontrolle bringen musste. Die russische Batterie in Toffri nahm die leichten Einheiten unter Feuer, die den Sund auskundschafteten, und erzielte einen Treffer auf dem Torpedoboot A 62. Sie wurde aber durch Artilleriebeschuss vom Schlachtschiff Bayern und dem Kleinen Kreuzer Emden zum Schweigen gebracht. Später wurde die Batterie von einem Landungstrupp gesprengt. Minenräumboote stießen nun in den Sund vor, sichteten jedoch die Rauchfahnen der beiden russischen Zerstörer General Kondratenko und Progranitschnik, die nach den Meldungen über die Landung auf Ösel von der russischen Hauptmacht im Moonsund von Kontreadmiral Stark detachiert worden waren und Aufklärung betrieben. Sie trieben die Minenräumer mit Artilleriefeuer zurück, wurden aber ihrerseits durch das Feuer der Emden zum Rückzug genötigt.
Gegen Mittag hatten die Spitzen der Radfahrerbataillone den östlichen Teil von Ösel erreicht, und leichte Seestreitkräfte erkundeten den Kassar Wiek. Verstärkt um die XIII. Halbflottille stießen die Deutschen erneut in den Soelo-Sund vor, die Russen hatten jedoch ihrerseits Verstärkung durch den Zerstörer Desna und das Panzerkanonenboot Grozyashchi erhalten. Zwischen den beiden Flottillen entwickelte sich ein laufendes Gefecht, während sie sich weiter nach Osten bewegten. Die Russen erhielten erneut Verstärkung durch die Zerstörer Novik, Grom, Sabijaka und Isjaslaw. Die Grozyashchi wurde mehrfach getroffen, wodurch ihre Ruderanlage zeitweise ausfiel, und die Russen zogen sich unter der Deckung des Panzerkreuzers Admiral Makarow in den Moonsund zurück. Die Deutschen machten ihrerseits kehrt und liefen in den Soelo-Sund zurück. Bis zum Abend war eine sichere Passage durch den Sund gefunden und markiert. Die Radfahrerbataillone gelangten währenddessen fast ohne Widerstand in den östlichen Teil Ösels, die wenigen russischen Streitkräfte in der Gegend wurden überrascht und zum größten Teil gefangen genommen. Dabei erbeuteten die Radfahrertruppen auch die Geldbestände der Regionalverwaltung in Arensburg in Höhe von 200.000 Rubel, die auf das Festland gebracht werden sollten. Sie erreichten Orissar gegen Mitternacht und gruben sich dort ein, um den Russen den Zugang zum Damm zu verwehren, wobei sie vom Gegner vorbereitete Erdwerke für sich nutzen konnten. Ein erster Vorstoß nach Moon über den Damm scheiterte jedoch. Einige Stunden später traf auch die Abteilung Winterfeldt ein, die hatte marschieren müssen.
Währenddessen erhielt Vizeadmiral Schmidt die Nachricht, dass vier gegnerische U-Boote aus Hangö ausgelaufen seien, und beorderte alle Schiffe des III. Geschwaders mit Ausnahme der Markgraf zurück in den Putziger Wiek. Es zeigte sich jedoch, dass die Bayern dafür zu schwer beschädigt war, und so lief sie langsam, eskortiert von der Kronprinz und drei Torpedobooten, in die vergleichsweise sichere Tagga-Bucht zurück. Am nächsten Morgen konnte man in der Bucht Anker werfen und mit behelfsmäßigen Reparaturen beginnen.

### Reaktion des russischen Oberkommandos
Sobald das Oberkommando Nachricht von der deutschen Landung erhielt, setzte der Befehlshaber der Baltischen Flotte Konteradmiral Raswosow als Verstärkung das 173. Infanterieregiment und die neu aufgestellte Marinespezialeinheit mit Namen Todesbataillon in Marsch und erbat weitere Verstärkungen vom Oberkommando. Konteradmiral Sweschnikow hielt mit seinen Stabsoffizieren und den Abgesandten der Soldatenräte in der Bischofsburg von Arensburg Kriegsrat. Es gab nur wenige Informationen, doch die Deutschen rückten scheinbar ungehindert vor, die eigenen Truppen hielten den Angreifern nicht stand, und es lagen Meldungen über deutsche Truppen auf dem Rückzugsweg nach Orissar vor. Der Konteradmiral befahl dem Rest der 107. Division den Rückzug auf den Damm und die Vertreibung der deutschen Truppen auf der Straße, ohne zu wissen, dass Orissar bereits in deutscher Hand und der Rückzug damit abgeschnitten war. Ausgenommen war davon allein das 425. Regiment auf der Halbinsel Sworbe, das die lebenswichtige Batterie bei Zerel schützen sollte. Einige Stunden später erschienen die Generäle Iwanow und Kolbe und beschrieben dem Befehlshaber die Lage. Sweschnikow und sein Kriegsrat sollten vom auf dem Festland gelegenen Hapsal aus Verstärkungen heranführen, und Sweschnikow schiffte sich auf dem Kanonenboot Chrabry nach Hapsal ein. Am folgenden Morgen kam er in Kuiwast an und erbat von Vizeadmiral Bachirew die Kommandierung nach Hapsal.
Sowohl Konteradmiral Raswosow wie auch Vizeadmiral Bachirew rügten Sweschnikow für seine Handlungsweise, und der Kommandeur der russischen Heeresgruppe Nordfront General Cheremisow übertrug das Kommando über die Landstreitkräfte auf den baltischen Inseln nunmehr auf Generalleutnant Nikolai Wladimirowitsch Henrikson. Auch dieser wusste noch nicht, dass Orissar bereits in deutscher Hand war, und befahl das Halten einer Linie, die von Arensburg bis Kap Pamerort im Norden verlief, um die Deutschen mit einem Gegenangriff wieder von der Insel zu verdrängen. Zu diesem Zweck setzte er sofort Verstärkungen in Marsch, insbesondere das zur 118. Infanteriedivision gehörende 470. Infanterieregiment „Dankowski“ und das sogenannte Todesbataillon der Marine; außerdem plante er den Einsatz der übrigen 118. Infanteriedivision. Sweschnikow war damit abgelöst und ließ sich nach Reval versetzen.
Bachirew ordnete für den nächsten Tag eine Erkundung des Soelo-Sundes durch die modernen Zerstörer der Novik-Klasse an und plante, die enge Meeresstraße mit einem Blockschiff und einer Minensperre für die Deutschen zu sperren. Aus den Mannschaften der großen Schiffe wurde ein Landungskorps von 86 Matrosen und Offizieren zusammengestellt, um die Verteidigung des Moondammes zu stärken. Nachts ereignete sich ein folgenschweres Unglück: der Zug mit den für Pripyat vorgesehenen Minen verunglückte am Hafen von Rogekul, wobei die Minen explodierten und schweren Schaden anrichteten. Der Minenleger geriet durch den schweren Brand in ernste Gefahr und musste vom Kai loswerfen, dank dem beherzten Eingreifen von Seeleuten konnte das Feuer aber bald gelöscht werden. Vizeadmiral Bachirew hielt den Unfall für das Werk deutscher Agenten, und die Mannschaft des Minenlegers war stark verunsichert worden, was am nächsten Tag seine Wirkung zeigte.
Am Abend gab General Iwanow den Befehl, dass die Garnison sich auf den Osten der Insel zum Moondamm zurückziehen sollte, um dort auf Verstärkung zu warten und einen Gegenangriff organisieren zu können. Offenbar wusste das Oberkommando immer noch nichts vom Fall Orissars, und vorausgeschickte Tross- und Lazaretteinheiten mit 130 Wagen und Lastwagen voller Material und persönlichem Besitz der Offiziere und ihrer Familien wurden aus dem Hinterhalt unter schweren Verlusten aufgerieben oder gefangengesetzt, was die durch die Nachricht von der deutschen Landung beeinträchtigte Moral der Garnison weiter schwächte. Die demoralisierten russischen Einheiten dachten zumeist nur noch an Flucht oder Kapitulation und weigerten sich, widerstandswillige Kameraden zu unterstützen, oder hinderten sie sogar mit Waffengewalt daran.

### Lage am Abend des 12. Oktober

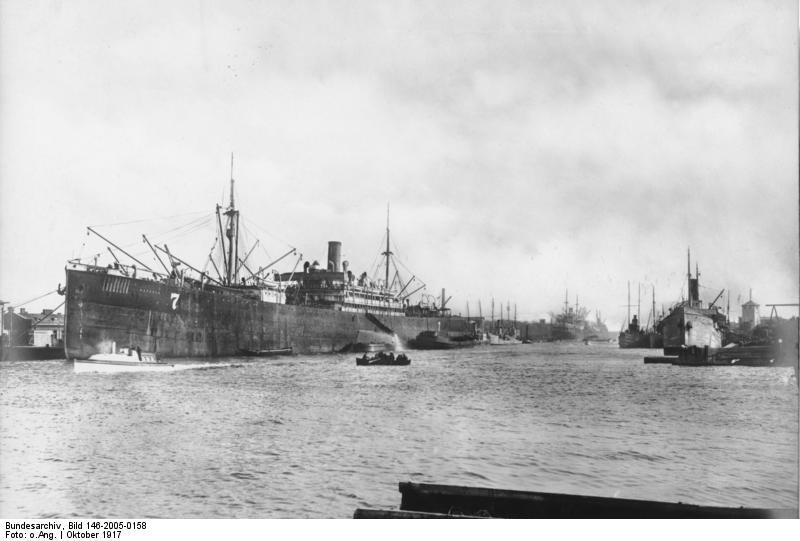
Deutsche Truppen werden ausgeschifft

Am Ende des ersten Tages hatten die Angreifer sich endgültig auf Ösel festgesetzt und einen Landekopf gesichert. Die Küstenbatterien auf der Insel waren bis auf die bei Zerel weggenommen oder zerstört und der Flugplatz Papensholm besetzt worden, der Liegeplatz in der Tagga-Bucht war gegen U-Boote gesichert und das Ausschiffen der Truppen schritt rasch voran, während die Passage durch den Soelo-Sund in die Gewässer östlich der Insel ausgekundschaftet und gesichert war. Der strategisch wichtige Moondamm war vorläufig abgeriegelt, so dass ein Rückzug der Russen von Ösel und das Eintreffen von Verstärkungen erschwert wurde.

### Beginn russischer Gegenmaßnahmen
13. Oktober 1917
Gegen 7:30 Uhr am Morgen des 13. Oktober meldete die deutsche Aufklärung die Annäherung von acht russischen Zerstörern, die zusammen mit dem Minenleger Pripyat und dem als Blockschiff vorbereiteten Dampfer Lavwija den Soelo-Sund blockieren sollten. Allerdings lief die Lavwija vor Erreichen ihrer Versenkungsposition auf ein Riff, und die Mannschaft der Pripyat weigerte sich auf Befehl des Soldatenrates an Bord, ohne stärkere Eskorte ihren Auftrag auszuführen, was den Deutschen später den Durchbruch in den Kassar Wiek sehr erleichtern sollte. Dennoch griffen die Zerstörer die mit der Vermessung des Sundes beschäftigten deutschen Minensuchboote an, wurden aber durch Artilleriefeuer der Emden zum Rückzug gezwungen. Ein zweiter Vorstoß zwei Stunden später endete mit dem gleichen Ergebnis. Gegen 13 Uhr riskierte das russische Panzerkanonenboot Chivinetz einen weiteren Angriff gegen die deutschen Suchflottillen, der ebenfalls abgewiesen wurde. Der Rest des Nachmittags verlief ereignislos, und die Deutschen verlegten ihren Ankerplatz weiter nach Osten. Dabei lief das Torpedoboot V 82 auf Grund und zog sich schwere Schäden an einer Schraube zu, so dass es für Reparaturen nach Libau entlassen wurde.
Währenddessen ging in der Tagga-Bucht das Ausschiffen der deutschen Truppen und ihres Materials trotz schlechter Wetterbedingungen weiter, und die Angriffsspitzen stießen vor, ohne auf Nachschubkolonnen oder Artillerie zu warten. Im Westen und Süden leisteten die Russen nur wenig Widerstand, der größte Teil ihrer Truppen war im Abzug in Richtung Moon begriffen. Generalleutnant von Estorff ging davon aus, dass die Russen versuchen würden, mit Unterstützung durch die Marine den Hauptort Arensburg zu halten, und setzte die Masse seiner Kräfte nach Süden und Südwesten in Marsch, um sie vom Nachschub von Moon her abzuscheiden. Dies ließ die bei Orissar liegenden Vorausabteilungen am Damm in einer exponierten und gefährlichen Lage. Gegen Abend erreichten deutsche Patrouillen die Inselhauptstadt, und aus Verhören von Gefangenen ging hervor, dass die Russen den Ort bereits geräumt hatten. Das russische 425. Infanterieregiment (Oberst Borsakowski) war auf die Halbinsel Sworbe ausgewichen, die restliche Garnison war jedoch auf dem Rückzug, um den Damm nach Moon zu erreichen und auf Verstärkung zu warten. Dabei waren sie stets in Kontakt mit deutschen Einheiten, die von Westen und Süden her nachdrängten. Vor der deutschen Riegelstellung um Orissar war fast jede Ordnung geschwunden, steckengebliebene Fahrzeugkolonnen verstopften die Straßen, weggeworfene Ausrüstung, Trümmer, Pferdekadaver und Leichen lagen herum, und die desorganisierten Soldaten waren einer Panik nahe, als sie feststellten, dass ihnen der Fluchtweg versperrt war. Viele wollten sich dennoch den Weg freikämpfen, und dies brachte die bis zum Verbindungsdamm zwischen beiden Inseln vorgestoßenen deutschen Einheiten in eine kritische Lage. Den Tag über und auch während der Nacht tobten heftige Kämpfe mit den von Süden herankommenden Teilen der Garnison, wobei die Deutschen zeitweise einen Teil des Dammes besetzen und dem Gegner schwere Verluste beibringen konnten. Als die Munition knapp wurde, zogen die Angreifer sich auf Orissar zurück, was es den Russen gestattete, einen Teil ihrer Truppen nach Moon abzuziehen und Nachschub heranzubringen. Generalleutnant von Estorff, der mittlerweile den Ernst der Lage begriffen hatte, sandte das RIR 255 und die 65. Infanteriebrigade im Nachtmarsch nach Orissar, obwohl die Truppen nach den Anstrengungen der vergangenen Tage eigentlich dringend der Ruhe bedurft hätten. Lediglich das Infanterieregiment 131 verblieb im Süden der Insel und blockierte den Zugang zur Halbinsel Sworbe. In Arensburg schloss sich die russische Garnison dem Rückzug ihrer Kameraden nach Moon an, entgegen dem Befehl ihres Kommandanten zogen sich auch die in der Inselhauptstadt liegenden Marinekräfte in Richtung Moonsund zurück, obwohl sie der abziehenden Garnison Feuerunterstützung und Abtransport hätten gewähren sollen.
Währenddessen begannen langsam russische Verstärkungen auf Moon einzutreffen. Ein zusammengewürfelter Verband aus Matrosen und Marinesoldaten startete einen Gegenangriff beim Kopf des Dammes und trieb die Deutschen nach Ösel zurück, und im Lauf des Nachmittags kamen die ersten Soldaten des 470. und 471. Infanterieregiments sowie des 1. Estnischen Regiments und des Todesbataillons der Marine aus Reval auf Moon an. Es erwies sich jedoch als schwierig, kampffähige Verbände zu bilden, da viele Soldaten der Heeresverbände das Übersetzen nach Moon verweigerten, desertierten oder meuterten. Beispielsweise zog es das angeforderte 25. Kosakenregiment in Helsingfors aus Furcht vor der Überfahrt vor, an Ort und Stelle zu bleiben. Die Heeressoldaten auf Moon blieben zum größten Teil passiv, hielten Widerstand für sinnlos und wollten die Deutschen nicht reizen. Später ließen sie sich von der Panik der von Ösel flüchtenden Truppen anstecken, und als die Torpedoboote mit dem Bombardement des Dammes begannen, warfen die meisten ihre Waffen weg und flohen trotz aller Bemühungen der Offiziere zum Hafen. Dort versuchten sie, sich auf das Festland übersetzen zu lassen, und behinderten und demoralisierten weitere eintreffende Einheiten. Allein das Todesbataillon erwies sich als uneingeschränkt kampffähig.

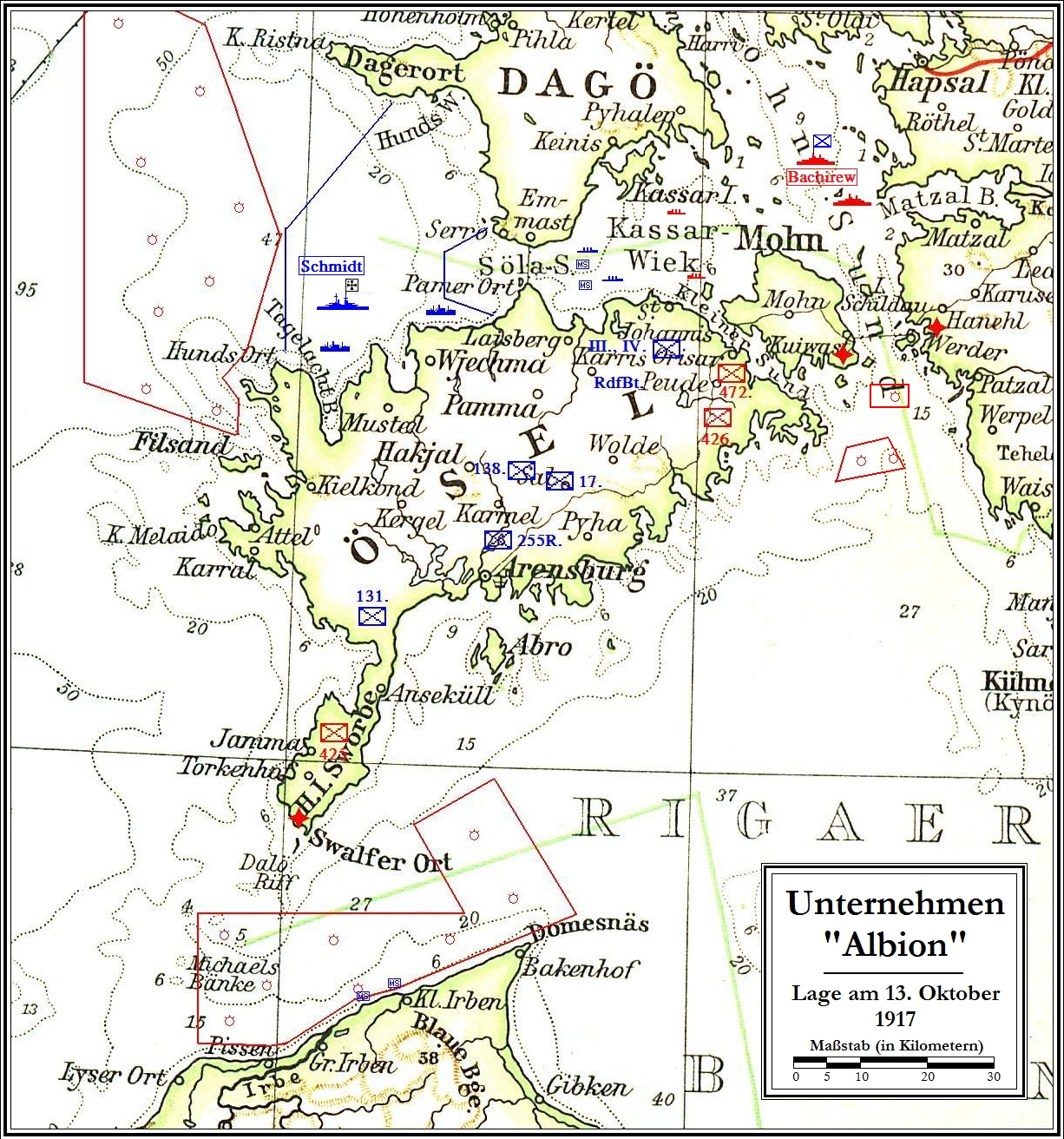
Lage am 13. Oktober

In anderen Teilen der Insel war der deutsche Vormarsch den Tag über rasch vorangekommen, und große Brände bei Zerel und Arensburg kündeten vom Rückzug der Russen. Bei Mennust gerieten die aufgelösten Reste des von Arensburg nach Norden marschierenden 426. russischen Infanterieregiment in ein heftiges Gefecht mit den vorrückenden Deutschen und wurde unter Verlusten nach Osten abgedrängt. Die Deutschen machten dabei etwa 1.000 Gefangene und erbeuteten etliche Maschinengewehre und Feldgeschütze. Die Räumung der Minensperren in der Irben-Straße machten ebenfalls rasche Fortschritte, so dass am Abend des 13. Oktober der Befehl erging, so bald als möglich durch die Irben-Straße nach Arensburg durchzubrechen.

### Lage am Abend des 13. Oktober
Am zweiten Angriffstag war den Deutschen ein großer Teil der Insel Ösel in die Hände gefallen. Die Marine hatte den Kassar Wiek vermessen und den Soelo-Sund unter ihre Kontrolle gebracht, so dass die Heereseinheiten an der Nordküste Ösels bald Feuerunterstützung erhalten würden. Die Entminung der Irben-Straße hatte ebenfalls begonnen, so dass den Schlachtschiffen bald der Weg in den Rigaer Meerbusen offenstehen würde.

## Die Eroberung von Ösel und die Gefechte in der Irben-Straße und im Kassar Wiek
14. Oktober 1917

### Vormarsch gegen Moon und den Kassar Wiek
Am Morgen des 14. Oktober beschloss die Führung der 8. deutschen Armee in Absprache mit der Seekriegsleitung, die Operationen auch auf die Insel Dagö auszudehnen. Der Besitz der ganzen Inselgruppe würde die Kontrolle über den Moonsund und den Eingang zum Finnischen Meerbusen sicherstellen, und mit der Einnahme von Dagö würde auch die Verteidigung von Ösel wesentlich erleichtert. Die Landung sollte am 16. Oktober nach Abschluss der Operationen auf Ösel erfolgen.
Im Norden Ösels gingen die Angriffe der deutschen Marine indessen weiter. Das Schlachtschiff Kaiser sollte zusammen mit dem Kleinen Kreuzer Emden im Eingang des für sie nicht passierbaren Soelo-Sundes ankern, um die leichten Einheiten im Kassar Wiek mit ihrer überlegenen Feuerkraft zu decken. Unter ihrem Schutz sollten vier Torpedobootsgruppen vorgehen und bis zum Eingang des Moonsundes vorstoßen, um Minen zu räumen und den deutschen Streitkräften an Land Feuerunterstützung zu geben. Gegen 6 Uhr morgens gingen Emden und Kaiser  Anker auf und näherten sich, eskortiert von zwei Torpedobooten, ihren bereits von Minen gesäuberten Ankerplätzen. Bald darauf erschienen vier russische Zerstörer, die am östlichen Ausgang des Soelo-Sundes ankerten, aber wohlweislich außer Reichweite der Emden blieben. Gegen 11:45 Uhr hatte die Kaiser am vorgesehenen Ort Anker geworfen und eröffnete sofort auf 19.200 m Entfernung das Feuer auf die russischen Schiffe. Der von Anfang an gut liegende Beschuss trieb die Zerstörer zurück, und Grom erhielt bereits mit der zweiten Salve von Kaiser einen Treffer in den Maschinenraum, die 30,5 cm-Granate explodierte jedoch nicht. Unter dem Schutz der großen Schiffe stießen die Torpedoboote in den Sund vor. Aufgrund starker Strömungen und ungünstiger Windverhältnisse gerieten einige Boote auf Grund, es gelang ihnen aber dennoch, den Sund von Minen zu säubern und in deutsche Hand zu bringen. Der Torpedobootzerstörer G 103 erlitt bei Grundberührung Schäden an einer Schraubenwelle und musste später zur Reparatur entlassen werden.
Einmal im Kassar Wiek, teilten sich die deutschen Torpedoboote in vier Gruppen auf und fuhren mit 17 Knoten Fahrt nach Osten, mehr ließ das flache Wasser nicht zu. Die russischen Zerstörer näherten sich erneut und eröffneten gegen 13:21 Uhr das Feuer auf 11.000 m Entfernung. Sie lieferten sich mit den vorgehenden Deutschen ein laufendes Gefecht, wobei beide Seiten Treffer erzielten. Auf deutscher Seite wurde G 103 leicht beschädigt, während bei den Russen Pobeditel und Konstantin leichte sowie Grom und Sabijaka schwere Schäden erlitten. Gegen 13:45 Uhr erhielten die russischen Zerstörer Verstärkung durch die Panzerkanonenboote Chrabry und Chivinetz, die aus dem Moonsund zur Hilfe kamen. Grom fiel hinter die anderen Schiffe zurück und wurde bewegungsunfähig geschossen, trotz des Eintreffens von Verstärkungen durch sieben weitere Zerstörer zogen sich die Russen in den Moonsund zurück. Das Kanonenboot Chrabry versuchte die Grom abzuschleppen, jedoch brach die Schleppleine, und angesichts der sich nähernden gegnerischen Schiffe übernahm das Kanonenboot die Besatzung der Grom und zog sich zurück. Die Deutschen enterten den brennenden Zerstörer und versuchten ihrerseits, ihn abzuschleppen. Die Schäden erwiesen sich jedoch als zu schwer, und die Grom versank um 15:10 Uhr. Die Russen hatten sich nach Südosten zurückgezogen, hielten sich jedoch außer Reichweite. Um 15:35 Uhr gerieten die deutschen Torpedoboote noch einmal unter Feuer, diesmal waren auch die mittlerweile herangekommenen schweren russischen Schiffe Graschdanin und die gerade aus Reval eingetroffene Admiral Makarow an der Kanonade beteiligt. Nach zehn Minuten wurde das Feuer aber wieder eingestellt, und bis zum Einbruch der Dunkelheit ereignete sich nichts weiter. Die Torpedoboote der von Fregattenkapitän von Rosenberg kommandierten S-Flottille Ostsee liefen in den Kleinen Sund ein, um den bedrängten Radfahrerbataillonen bei Orissar zur Hilfe zu kommen. Während der Nacht wagte der russische Minenleger Pripyat, dessen Mannschaft zum Teil durch beherztere Seeleute ersetzt worden war, sich noch einmal in den Kassar Wiek und legte von den Deutschen unbemerkt eine Minensperre.

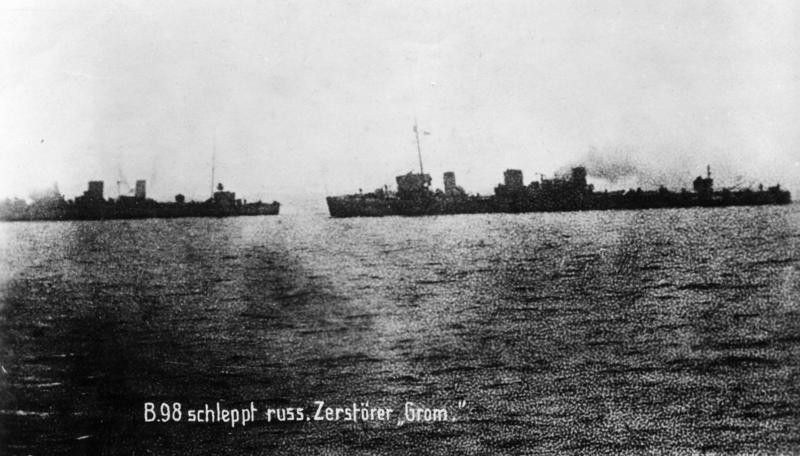
Das Große Torpedoboot B 98 mit dem beschädigten russischen Zerstörers Grom im Schlepp

Den Tag über waren die von Hauptmann Winterfeldt befehligten nahe Orissar liegenden deutschen Heereseinheiten trotz nach und nach eintreffender Verstärkungen starkem gegnerischen Druck ausgesetzt. Die von Süden anrückende Garnison drängte gegen den Moondamm, und von Moon kommende russische Marineinfanterie mit zwei Panzerwagen setzten den Deutschen schwer zu, um ihren Kameraden den Rückzugsweg offen zuhalten. Dabei wurden die von Moon kommenden russischen Kräfte von den 25 cm-Geschützen der schweren Batterie bei Woi im Südosten Moons unterstützt. Zwar konnten die Radfahrer und die Sturmkompanien die heftigen Angriffe der desorganisierten Garnison unter schweren gegnerischen Verlusten abweisen, mussten jedoch langsam zurückweichen und standen durch Erschöpfung und Munitionsmangel kurz vor einer Niederlage. Das auf Moon liegende Todesbataillon der Marine hätte in dieser Lage den Ausschlag geben können. Sein Kommandeur zog jedoch die ihm unterstehenden erschöpften Truppen vom Brückenkopf auf Ösel ab, um sie ausruhen und am nächsten Tag die Stellungen wieder besetzen zu lassen. Eine ausgesandte Patrouille über den Damm wurde von den Deutschen zurückgeworfen und verlor dabei zwölf Mann. Das flankierende Artilleriefeuer der eintreffenden leichten Torpedoboote der S-Flottille Rosenberg aus dem Kleinen Sund erwies als wichtige Stütze und verhinderte auch ein Eingreifen der russischen Truppen auf Moon. Von ihnen erhielten von Winterfeldts Truppen dringend benötigten Munitionsnachschub, und sie erzielten Treffer auf zwei russischen Panzerwagen, ein dritter trat den Rückzug an. Mit dem Eintreffen der ersten Verstärkungen aus dem Süden und Westen der Insel gelang es den Deutschen, die Stellung zu halten, und gegen Abend konnten sie von Thomel aus gegen die Basis des Dammes vorrücken und die Russen zum Rückzug nach Moon zwingen. Damit war dem Entkommen weiterer gegnerischer Einheiten nach Moon ein Riegel vorgeschoben, die Radfahrerbataillone hatten nun Verstärkung durch die 65. Infanteriebrigade erhalten, und das Reserve-Infanterie-Regiment 255 lag auf der Rückzugslinie von Arensburg nach Moon.
Nach dem Ende des Gefechtes im Kassar Wiek begaben sich deutsche Torpedoboote in den Kleinen Sund und setzten einen Verbindungsoffizier an Land, der mit den eigenen Heerestruppen Kontakt aufnehmen sollte. Das gelang aber erst gegen 16:30 Uhr, kurz vor Einbruch der Dunkelheit. Hauptmann Winterfeldt forderte Nachschub und Munition für seine Leute an und bat außerdem um ein Bombardement des Moondammes, wegen der hereinbrechenden Dunkelheit ließ sich dies jedoch nicht mehr durchführen. Dennoch war der Großteil der russischen Garnison nun in einem engen Kessel gefangen und wurden von Norden und Süden angegriffen, während der Rückzug nach Osten durch die Marine verlegt war und im Westen Sümpfe ein Entkommen verhinderten.

### Angriff gegen Zerel und die Irben-Straße
Am selben Tag wurden die Minenräumoperationen in der Irben-Straße weiter fortgesetzt. Bereits in den frühen Morgenstunden meldeten die Minenräumer, die ihre Arbeit im Schutz der Dunkelheit und bei günstigen Wetterbedingungen mit leichtem Nebel fortgesetzt hatten, dass in den vorderen beiden russischen Sperren benutzbare Lücken freigeräumt worden seien. Bei Hellwerden um 8 Uhr eröffnete die russische schwere Batterie bei Kap Zerel das Feuer auf die von Kreuzern begleiteten Minenräumer, die sich vor den gut liegenden Salven zurückzogen und sich erst etwas später wieder vorwagten. Gegen 8:45 Uhr gingen die Kreuzer bei den Michaelsbänken nahe der Ortschaft Pissen auf dem kurländischen Festland vor Anker. Die Minenräumoperationen wurden bis in den Nachmittag fortgesetzt, und weiter nach Osten aufklärende Minenräumer entdeckten eine dritte und vierte Sperre, die sie zu räumen begannen. Gegen 17 Uhr wurden die Operationen für die Nacht eingestellt.
Am selben Morgen brachten die Deutschen auch schwere Schiffseinheiten von Westen heran, die gegen die Halbinsel Sworbe angesetzt werden sollten. Um 9:10 Uhr gingen die Schlachtschiffe Friedrich der Große, Kaiserin und König Albert in der Tagga-Bucht Anker auf und nahmen, begleitet von sechs Torpedobooten der IV. und VI. Flottille, Kurs auf das Operationsgebiet. Gegen 15 Uhr erreichten sie die vorgesehenen Positionen, König Albert und Kaiserin sollten die schwere Batterie bei Zerel angreifen, während Friedrich der Große auf Anforderung des Kommandeurs des 131. Infanterieregiments Artillerieunterstützung geben sollte. Die Bombardementpositionen hätten bis dahin eigentlich geräumt sein sollen, jedoch hatten die damit betrauten Torpedoboote Schwierigkeiten mit ihrem Räumgerät und fuhren schließlich unmittelbar vor Kaiserin her. Kurz nach 16 Uhr eröffnete die Batterie Zerel das Feuer auf die beiden begleitenden Torpedoboote, die sich nach Norden zurückzogen. Die beiden Schlachtschiffe erwiderten das Feuer, und auch Friedrich der Große, die noch keine Ziele zugewiesen bekommen hatte, beteiligte sich an dem Gefecht. In der nächsten Stunde feuerten die deutschen Schiffe etwa 120 schwere Granaten ab, die jedoch meist weit daneben lagen. Nur einige Splitter trafen die Batterie und richteten keinen Schaden an, jedoch floh ein Teil der demoralisierten Besatzung unter dem Eindruck des schweren Feuers in die nahegelegenen Wälder. Die Russen schossen Salven von je zwei Schuss auf 17.000 bis 20.000 m und erzielten einige Nahtreffer, weshalb sowohl König Albert als auch Kaiserin Zickzackkurse fuhren. Nach nur wenigen Schüssen meuterten die Geschützbedienungen mit der Begründung, dass die Granaten zu schwer seien und dass sie für einen Tag genug gearbeitet hätten. Trotz der Bemühungen der Offiziere ließen die meisten Artilleristen ihre Geschütze im Stich und suchten das Weite. Das Infanterieregiment 131 hatte währenddessen am Morgen die Gegend von Tecomardi erreicht, und der Regimentskommandeur Oberstleutnant Fischer entsandte einen Parlamentär zu den Russen, um weiteres Blutvergießen zu vermeiden. Man fürchtete, dass die Russen ihre Verteidigung an dieser Stelle durch die schweren Geschütze der Batterie Zerel stärken könnten, was tatsächlich jedoch unmöglich war, da die Geschütze nicht um 360° schwenkbar waren. Die Kapitulationsbedingungen verlangten eine unzerstörte Übergabe der Einrichtungen auf der Halbinsel und boten den russischen Soldaten eine gute Behandlung und die Verschonung von Zwangsarbeit an, andernfalls werde die Halbinsel gestürmt und man werde keine Gefangenen machen. Der Parlamentär wurde jedoch festgesetzt, und da bis 15 Uhr keine Antwort erfolgt war, ordnete Fischer das Bombardement der russischen Befestigungen bei Anseküll an der Nahtstelle zwischen der Halbinsel und dem Rest von Ösel an, und das Regiment richtete sich an Ort und Stelle für die Nacht ein. Mit Einbruch der Dämmerung endete auch das Gefecht auf See, und König Albert und Kaiserin warfen Anker, während Friedrich der Große in Bewegung blieb.
Am Abend begann die Lage der auf der Halbinsel Sworbe eingeschlossenen russischen Streitkräfte kritisch zu werden. Obwohl alles ruhig blieb, tat das Gefühl des Eingeschlossenseins bei den demoralisierten Soldaten seine Wirkung, und das Bekanntwerden der großzügigen deutschen Kapitulationsbedingungen trug ebenfalls zum Erlöschen des Widerstandswillens bei. Die Mannschaften begannen den Kopf zu verlieren und verließen ihre Posten, und der kleine Hafenort Mento war bereits voll mit Flüchtlingen, doch noch hatten die Deutschen nichts davon bemerkt und rechneten weiterhin mit Widerstand. Um die zusammenbrechende Moral wiederherzustellen, sandte der Soldatenrat der auf der Halbinsel Zerel versammelten russischen Truppen per Funk ein dringendes Hilfeersuchen an die Flotte, das mit dem Versprechen auf Unterstützung am nächsten Morgen beantwortet wurde.

### Lage am Abend des 14. Oktober
Am Abend des dritten Tages hatten die Angreifer ihre Position gefestigt. Ein großer Teil der russischen Garnison war im Westteil der Insel eingekesselt, und sie standen im Begriff, die Halbinsel Sworbe zu erobern. Der Kassar Wiek war unter Kontrolle der Marine, und die Minenräumer würden bald den Eingang zur Irben-Straße öffnen können.

### Kämpfe um die Halbinsel Sworbe
15. Oktober 1917
Am Morgen des 15. Oktober herrschten mit leichtem Wind und Nieselregen günstige Wetterbedingungen für ein Weiterführen der Minenräumoperationen. Die Minensucher nahmen um 7 Uhr unterstützt von den Kreuzern der VI. Aufklärungsgruppe ihre Arbeit wieder auf, und die beiden Schlachtschiffe König und Kronprinz hatten im Putziger Wiek Kohlen übernommen und waren im Anmarsch, um zusammen mit den Schiffen des IV. Geschwaders die Halbinsel Sworbe zu beschießen. Als Reaktion auf das Hilfeersuchen von Zerel hatte Vizeadmiral Bachirew das Linienschiff Graschdanin und die Zerstörer Stereguschtschi, Turkmenez Stawropolski und Amurez von Kuiwast in Marsch gesetzt. Die Flotte im Moonsund hatte Verstärkung durch den Panzerkreuzer Admiral Makarow erhalten, der jedoch zunächst seine Kohlenvorräte ergänzen musste. Die Minensucher gingen, durch die schlechte Sicht von den Russen unbehelligt, durch die bereits teilweise geräumte dritte Sperrlinie und machten sich daran, auch die vierte und letzte in Angriff zu nehmen, was den deutschen Schiffen die Passage der Irben-Straße ermöglichen würde. Voraus sichteten sie Rauchfahnen, die zu russischen Zerstörern gehörten, welche aber wegen der schlechten Sicht die Minensucher ihrerseits nicht ausmachen konnten.

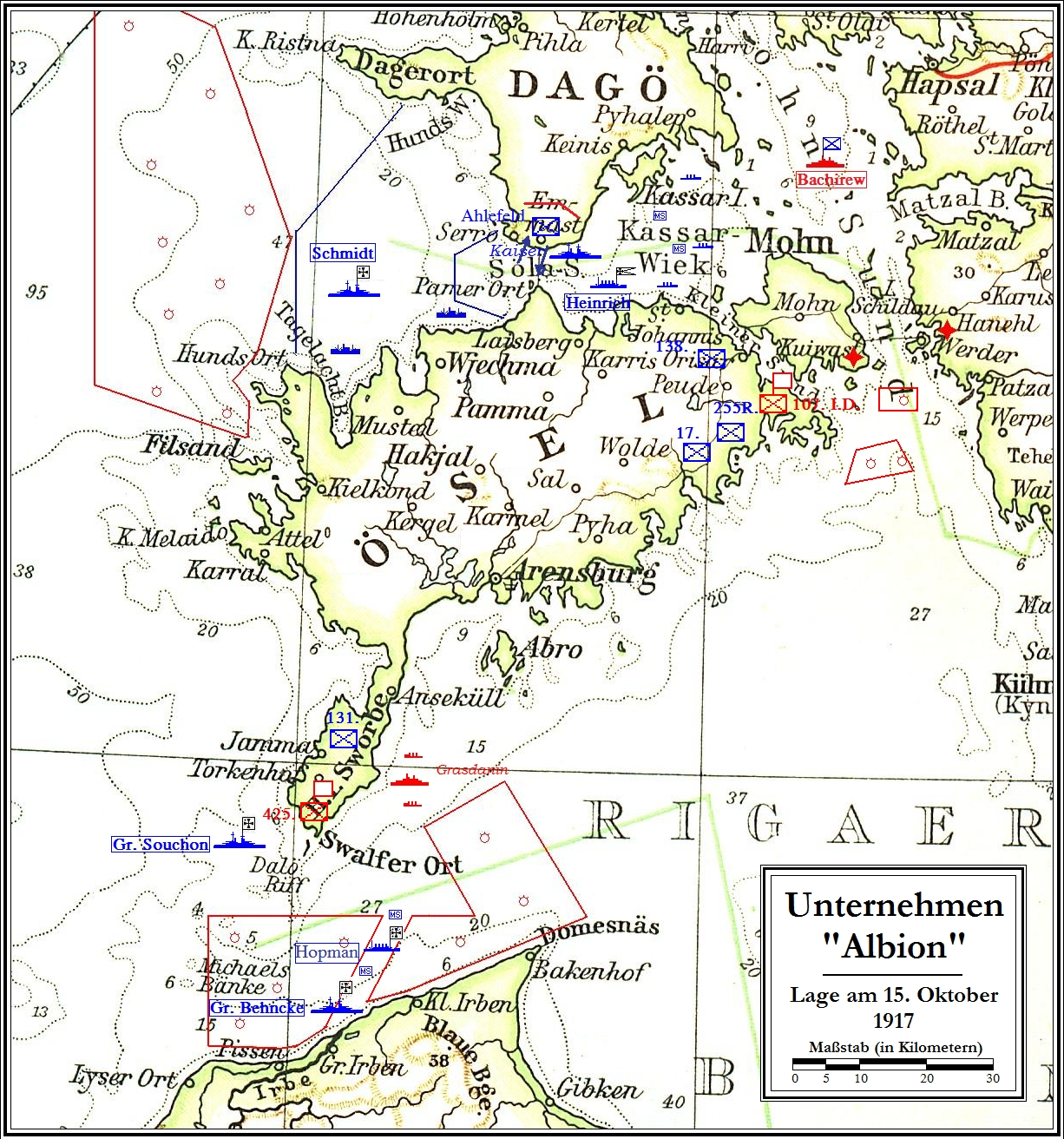
Lage am 15. Oktober

Mittlerweile schickten sich die aus dem Putziger Wiek zurückgekehrten Schlachtschiffe König und Kronprinz zum Passieren der Irben-Straße an, um die auf der Halbinsel Sworbe eingeschlossenen Russen abzuschneiden und endlich in den Rigaer Meerbusen einzudringen. Gegen 9:30 Uhr erreichten die Schlachtschiffe, begleitet von Minensuchern und zwei Sperrbrechern, den vorgesehenen Punkt nördlich von Pissen. Es stellte sich heraus, dass die Minensperren der dritten und vierten Linie nur sehr schwer zu räumen waren, da die Minen sehr dicht und geschickt verlegt waren. Es war nicht sicher, ob die geräumten Gassen in den beiden ersten Sperrlinien tatsächlich frei waren. Des Weiteren war nicht bekannt, ob die Batterie auf Kap Zerel noch eingreifen konnte, so dass sich Vizeadmiral Behncke dafür entschied, nicht zu nahe unter den Geschützen zu passieren, sondern sich dicht unter der kurischen Küste zu halten. Gleichzeitig bezogen die Schiffe des IV. Geschwaders ihre Bombardementspositionen vom Vortag erneut, wobei sie das Feuer nur auf Anforderung von Land her eröffnen sollten, oder wenn sie selbst beschossen wurden.
In der Zwischenzeit hatte sich – von den Deutschen unbemerkt – die Moral der auf der Halbinsel verbliebenen russischen Truppen bis hin zur Panik verschlechtert. Weiterer Widerstand erschien vielen Soldaten sinnlos, etliche waren bereits geflohen, und die Kapitulationsbedingungen der Deutschen klangen verlockend. Der Soldatenrat beschloss daher, die Batterien unzerstört zu räumen und keinen Widerstand mehr zu leisten. Leutnant Bartinew, der Kommandant der schweren Batterie Nr. 43, konnte immerhin mit der Hilfe einiger beherzter Soldaten die Magazine und Generatoren mit Sprengladungen versehen. Die Situation wurde immer chaotischer, Gruppen von panischen Soldaten legten entgegen seinen Befehlen Feuer an einige Gebäude und ein Waffenlager, das weithin sichtbare Explosionen und Rauchschwaden erzeugte.
Die von Vizeadmiral Souchon befehligten Schiffe des IV. Geschwaders hatten gemäß ihrer Anweisung bislang nicht in den Kampf eingegriffen. Gegen 12:50 Uhr signalisierte der dichte Rauch in der Gegend der Batterie, dass die Russen ihre Stellung räumten und die Batterie unbrauchbar machten. Weiter südlich waren die Schiffe des III. Geschwaders zu sehen, die zusammen mit den Minensuchern die Irben-Straße forcierten. Souchon vermutete, dass verstärkter Druck auf die russische Garnison den Zusammenbruch der Verteidigung beschleunigen könnte, und ließ daher zwischen 13:40 Uhr und 14:20 Uhr das Feuer auf die Batterie, die anderen Einrichtungen auf der Halbinsel, einen weiter östlich ausgemachten Dampfer und eine große Schute eröffnen. Diesmal lag der Beschuss sehr viel besser als am Vortag und überschüttete die Batterie mit Splittern, und Leutnant Bartinew versuchte, die gelegten Sprengladungen zu zünden. Dies schlug jedoch fehl, wohl weil die deutschen Granaten die Drähte zu den Detonatoren zerstört hatten, und so setzte er stattdessen einige Magazine und Warenlager sowie den Leuchtturm auf Kap Zerel in Brand. Der Rest der Batteriebesatzung zog sich nach Mento zurück, wo die desertierenden oder abziehenden Soldaten bereits unter chaotischen Verhältnissen versuchten, auf Boote zu gelangen, um sich dem Zugriff der Deutschen zu entziehen.
Während des Tages waren die Graschdanin und ihre Begleitzerstörer bis an die Arensburg-Bank gelaufen, wo sie vor Anker gingen. Zwei Zerstörer begaben sich in die Gegend der Insel Abro östlich der Halbinsel Sworbe. Dort erfuhren sie von Vizeadmiral Bachirew, dass die Verteidigung der Halbinsel zusammenbreche und dass sie Befehl hatten, die Batterie auf Kap Zerel zu zerstören. Mit dem Verlust der Batterie Zerel erachtete das Oberkommando eine weitere Verteidigung der Irben-Straße als unmöglich, und der Rückzug auf den Moonsund und die Aufgabe von Ösel waren die Konsequenz. Die Graschdanin ging daraufhin nach Kap Kawi im Südosten der Halbinsel Sworbe, wobei in der kritischen Passage in einem engen Kanal mit Untiefen auf der einen und Minen auf der anderen Seite fälschlich U-Bootalarm ausgelöst wurde. Das Schiff vollführte ein Ausweichmanöver in das Minenfeld und feuerte mit der Mittelartillerie beider Seiten, was die eskortierenden Zerstörer in Gefahr brachte. Gleichzeitig wurden die Schiffe von einer Staffel deutscher Torpedobomber angegriffen, die jedoch keinen Treffer erzielten. Bei Sonnenuntergang erreichte Graschdanin den Hafen von Mento, wo eine große Zahl von Booten, Schuten und Leichtern mit flüchtigen Soldaten versammelt war, die alle darauf drängten, von den Zerstörern aufgenommen zu werden. Graschdanin näherte sich der Batterie Nr. 43 so weit als möglich und belegte sie mit Beschuss aus ihren 30,5 cm und 15,2 cm-Batterien. Die beiden Zerstörer bei Abro steuerten Mento an und nahmen einen Teil der dortigen Garnison an Bord, ehe sie ihrerseits das Feuer auf den Ort eröffneten. Die übrigen Schiffe übernahmen andere Teile der Garnison, zu ihnen gesellten sich auch der Dampfer General Zimmermann sowie vier Schlepper, von denen einer eine mit 200 Männern beladene Schute im Schlepp hatte. Bei Anbruch der Abenddämmerung verließen die russischen Schiffe das Gebiet und setzten Kurs auf den Moonsund. In der Nacht wurde das Geleit gegen 1:45 Uhr von dem deutschen U-Boot UC 57 gesichtet, das jedoch beim Angriff entdeckt wurde und vor den zudrehenden Zerstörern wegtauchen musste. In den frühen Morgenstunden des 16. Oktober traf das Geleit auf der Reede von Kuiwast ein. In der Nacht war jedoch die Schleppverbindung zu der Schute gerissen, die nun antriebslos östlich von Sworbe in gefährlicher Nähe der Minenfelder trieb.
Mit dem beginnenden Rückzug der Russen und dem Ausfall der Batterie versuchten die deutschen Minensucher, doch noch vor Dunkelwerden eine Passage weiter nördlich freizumachen, um den schweren Schiffen noch an diesem Tag eine direkte Route nach Arensburg zu ermöglichen. Bis sie jedoch so weit waren, war es schon fast Abend, so dass sie stattdessen bis zum Einbruch der Dunkelheit die begonnenen Arbeiten weiter östlich fortsetzten. Kaiserin und König Albert wurden zur Kohlenübernahme im Putziger Wiek entlassen, während Friedrich der Große westlich von Sworbe verblieb.
An Land rückte das 131. Regiment in das mittlerweile von den Russen geräumte Ansekull ein und marschierte weiter nach Süden. Die günstigen Kapitulationsbedingungen vom Vortag waren den Mannschaften zu Ohren gekommen und untergruben ihren Widerstandswillen, und der russische Soldatenrat hatte mittlerweile weiteren Widerstand für sinnlos erachtet. Oberst Borsakowski sandte den festgesetzten deutschen Parlamentär mit einem Angebot zu einem Waffenstillstand und Kapitulationsverhandlungen zum Regimentsstab zurück. Zwar schlug der Kommandeur das Angebot zu Verhandlungen aus, bot aber ehrenhafte Kapitulationsbedingungen an, welche die Russen auch akzeptierten. Um 18 Uhr stimmten die Russen den Bedingungen zu, doch gelang es ihnen am nächsten Morgen, einen großen Teil der von den Bränden und Sprengungen sowie dem beiderseitigen Beschuss nahezu unversehrten schweren Batterie zu zerstören, bevor sie sich ergaben. 150 Offiziere und 5.100 Mannschaften gingen in Gefangenschaft, 54 Maschinengewehre, 150 Fuhrwerke mit Bespannung, 27 leichte und acht schwere Geschütze, 20 Flugabwehrgeschütze, die schweren Geschütze der Batterien und große Mengen an Vorräten fielen den Deutschen in die Hände. Immerhin hatte Oberst Borsakowski mit diesem Manöver wertvolle Zeit gewonnen, welche die Russen nutzten, um Teile der Garnison zu evakuieren, und das Räumen der Minen in der Irben-Straße wurde ebenfalls verzögert. Die Schlüsselstellung der russischen Verteidigung des Rigaer Meerbusens war jedoch durch die in Panik geratenen Mannschaften mit Leichtigkeit in die Hand des Feindes gefallen, so dass die Stellung sich nicht länger halten ließ.

### Endphase der Gefechte um Ösel
Die deutsche Planung für den 15. Oktober sah vor, den östlichen Ausgang des Kassar Wiek zu sichern und die Heereseinheiten nahe dem Moondammes mit Artillerieunterstützung durch die kleinen, flachgehenden Torpedoboote der A-Klasse zu versehen. Bereits um 4:45 Uhr gingen vierzehn Torpedoboote der II. Flottille und XIII. Halbflottille Anker auf und begaben sich in den Sund. Aufklärer meldeten von dort mindestens zwölf russische Zerstörer sowie eine Anzahl weiterer Schiffe, die wegen schlechter Sicht nicht identifiziert werden konnten. Wieder wurde ein Verbindungsoffizier an Land gesetzt, und die kleinen Torpedoboote A 31 und A 29 begannen mit dem Bombardement des Dammes. Zwischenzeitlich erhielten sie selbst Beschuss durch die russischen Panzerkanonenboote und Zerstörer sowie die Admiral Makarow, die vom Moonsund aus über die Insel hinweg feuerten, setzten aber das eigene Feuer fort, bis ihnen die Munition ausging und sie sich zur Tagga-Bucht zurückzogen. Die größeren Torpedoboote zogen sich gegen Mittag ebenfalls nach Westen zurück, um dem indirekten Feuer der Russen zu entgehen. Dabei lief der Torpedobootzerstörer B 98 auf eine in der Nacht zuvor gelegte russische Mine, wobei das Vorschiff abgesprengt wurde. Da ein großer Teil der Besatzung zu dieser Zeit unter Deck beim Essen war, gab es hohe Verluste. 14 Tote und fünf Verwundete waren zu beklagen, das Boot blieb aber schwimmfähig und wurde zur Reparatur nach Libau geschleppt. Die Torpedoboote wichen auf das flache Wasser weiter nördlich aus, wo einige auf Grund liefen und sich dabei Schäden zuzogen.
Im Ostteil Ösels bahnte sich währenddessen die Entscheidung an. Während der Nacht schoss die schwere Batterie bei Woi immer wieder auf die deutschen Stellungen, und das am Vortag in Kuiwast eingetroffene russische Todesbataillon unternahm drei Angriffe über den Damm, die jedoch alle abgewiesen wurden. Am Morgen wurde die deutsche Linie bei Lewwa mehrfach angegriffen, und der mittlerweile eingetroffene Divisionskommandeur Generalleutnant von Estorff befürchtete, dass die Garnison bereits entkommen sei.
General Iwanow konnte von seinem Gefechtsstand bei Peude  nur wenig ausrichten, da die ihm verbliebenen Einheiten völlig demoralisiert waren und kaum mehr Befehle befolgten. Die Soldaten gaben die Schützengräben auf und desertierten massenweise, so dass die Offiziere selbst die Maschinengewehre bemannen mussten. Ausbruchsversuche der desorganisierten Masse aus flüchtenden und desertierenden Soldaten in Richtung des deutschen Reserve-Infanterie-Regiments 255 brachen unter schweren Verlusten zusammen.
Eine kleine russische Flottille aus den Minensuchern Gruz, Kapsyul, Kramvol, Minrep und Udarnik, gedeckt von den Zerstörern Deyatelny und Delny, näherte sich der Küste Ösels bei Kubyassar, um russische Truppen an Bord zu nehmen. Sie gelangten zwar bis zum Strand und brachten eine deutsche Feldbatterie durch Beschuss zum Schweigen, mussten jedoch unverrichteter Dinge umkehren, da sich keine russischen Soldaten am Strand befanden.
Für 11 Uhr wurde ein Generalangriff aller Kräfte der Division befohlen, um die Russen rasch zur Kapitulation zu zwingen. Dabei herrschte beim Divisionskommando noch Unsicherheit über den Standort des RIR 255, das an der Straße von Orissar nach Arensburg nahe der Ortschaft Kapra lag und seinerseits über die Gesamtlage im Unklaren war. Bei Angriffsbeginn gingen das II. und IV. Radfahrerbataillon nahe Thomel zusammen mit dem Infanterieregiment 38 gegen Lewwa vor und eroberten es, während weiter im Osten das Infanterieregiment 17 mit dem V. Radfahrerbataillon ohne Widerstand gegen Ulla vorrückte. Hauptmann Winterfeld blockierte währenddessen mit dem 18. Sturmbataillon die Basis des unter Feuer der Schiffsartillerie liegenden Moondammes, um jede Möglichkeit des Entsatzes und des Entkommens zu vereiteln. Im Süden rückte das Reserve-Infanterie-Regiment 255 nach Hoppi vor, blieb jedoch wegen akuten Munitionsmangels zunächst dort stehen. Der Regimentskommandeur hörte gegen Mittag aus Richtung Peude her Artilleriefeuer, schloss daraus ganz richtig auf das Eintreffen der übrigen Kräfte der Division und ließ in Richtung Norden angreifen. Um 14:30 Uhr erfolgte ein weiterer Angriff des Regiments, und als die Russen auch von Norden gegnerische Truppen heranrücken sahen, zeigten sie die weiße Flagge. Gegen 15 Uhr kapitulierte die russische 107. Infanteriedivision, über 5.000 Mann mit 14 Geschützen und vielen Maschinengewehren wurden als Gefangene eingebracht, und nur einige Hundert russische Soldaten entkamen in Booten über den Kleinen Sund. Damit war der größte Teil von Ösel besetzt, und fast die gesamte russische Garnison einschließlich General Iwanows und seines Stabes in Gefangenschaft geraten. Bei den Kämpfen wurde der zu dieser Zeit sehr populäre Schriftsteller Walter Flex, der eine Kompanie Infanterie führte, nahe dem Gut Peudehof tödlich verwundet und starb einen Tag später im Lazarett. Über die Verluste der Russen ist wenig bekannt, sie waren aber offenbar hoch. Allein an einer Stelle häuften sich hundert Gefallene, während in einem einzelnen Dorf vierhundert Verwundete lagen.
Gleichzeitig mit den letzten Angriffen gegen die russische Garnison auf Ösel unternahmen die Deutschen einen ersten Landungsversuch auf Dagö. Gegen 9 Uhr gingen zwei Abteilungen des Landungskorps Ahlefeld nahe Serro an Land und bildeten einen Brückenkopf. Der Kreuzer Emden und das Torpedoboot T141 ankerten nahe Serro und Emmast, um Artillerieunterstützung zu geben. Gegen 12:30 Uhr entwickelten sich heftige Kämpfe zwischen der Garnison und den Angreifern, und der unerwartet starke Widerstand bewog Kapitänleutnant von Ahlefeld dazu, den Brückenkopf bis zum Abend wieder zu räumen, da er glaubte, sich nicht über Nacht an Land halten zu können. Die Landungsabteilung wurde von aus dem Kleinen Sund herbeigerufenen Minensuchern an Bord genommen, die Landung sollte am nächsten Tage nach stärkerem Bombardement wiederholt werden.

### Lage am Abend des 15. Oktober
Am Ende des dritten Angriffstages war Ösel vollständig in deutscher Hand, die russische Garnison war in Gefangenschaft geraten oder von der Insel vertrieben. Die schwere Batterie am Kap Zerel war unschädlich gemacht worden, und das Säubern der Irben-Straße konnte nun ungestört fortgesetzt werden, um den deutschen Seestreitkräften den Weg in den Rigaer Meerbusen zu öffnen, so dass die russische Flotte sich überstürzt aus dem Gebiet zurückziehen musste. In der Tagga-Bucht näherte sich das Entladen der ersten Transporterstaffel dem Ende, und die Heereseinheiten bereiteten das Übersetzen nach Dagö und Moon vor; ein erster Landungsversuch auf Dagö war jedoch gescheitert. Der Kassar Wiek wurde von der deutschen Flotte kontrolliert, die damit auch Moon beschießen konnte.

## Vorbereitungen zur Landung auf Moon und Dagö
16. Oktober 1917
Mit Ausschaltung der schweren Batterie auf Kap Zerel und der Eroberung von fast ganz Ösel konnte das Räumen der Minen in der Irben-Straße beschleunigt werden, und für den 17. Oktober rechnete Vizeadmiral Schmidt mit der Möglichkeit, das III. Geschwader in die Rigaer Bucht zu bringen und mit ihrer Hilfe die Landung auf Moon zu unterstützen. Entsprechend wurden die Vorbereitungen getroffen, damit die anderen Schiffe und die Heerestruppen pünktlich zum Angriff bereitstehen würden.
An diesem Tage herrschte den dritten Tag in Folge gutes Wetter. Um 8 Uhr begann das Schlachtschiff Kaiser mit einem einstündigen Beschuss der Landezone auf Dagö, nach dessen Ende das Landungskorps um 9 Uhr erneut an Land ging. Der Dampfer Coburg ging bei Toffri dicht unter Land, um als Wellenbrecher zu dienen und die Landung zu erleichtern. Deutsche Patrouillen gingen landeinwärts vor und lieferten sich zwischen 13 und 14 Uhr Scharmützel mit den Russen. Kurz vor 15 Uhr schiffte sich das Landungskorps wieder ein, und Emden näherte sich der Küste, um erneut den Strand zu beschießen. Das Oberkommando der Sondereinheit schlug vor, dass am nächsten Tage auch ein Radfahrerbataillon gelandet werden sollte, bevor die restlichen Truppen am 18. Oktober zum Angriff auf Dagö antreten konnten. Eine an der Nordküste von Ösel im Bau befindliche Mole, die bis zum Angriffstermin fertiggestellt sein würde, sollte das Einschiffen der Truppen erleichtern.
Auch im Kleinen Sund gingen die Operationen weiter. Bei Hellwerden liefen die Torpedoboote der A-Klasse erneut an und beschossen das auf Moon gelegene Ende des Dammes und andere auf der Insel erkannte Stellungen. Das Übersetzen nach Moon selbst war jedoch erst für den nächsten Tag geplant, wenn man mit der Unterstützung durch die Schlachtschiffe des III. Geschwaders rechnen konnte, sofern sie durch den Rigaer Meerbusen herankommen konnten. Den ganzen Tag über wurden Material und Vorräte nach Orissar geschafft, um am folgenden Tage mit 2.000 Mann die Landung wagen zu können.
Im Kassar Wiek war die IV. Halbflottille in der Morgendämmerung von der XIII. Halbflottille abgelöst worden. Durch die immer noch nicht beseitigte Minengefahr und das ständige Kreuzen zwischen den Untiefen waren die Besatzungen erschöpft, so dass nur eine kleine Anzahl den Ausgang des Wiek nach Osten bewachte, während die anderen nordwestlich der Keinast-Halbinsel vor kurzer Trosse zu Anker lagen. Gegen 8:30 Uhr lief eine Gruppe deutscher Torpedoboote ostwärts durch den Kassar Wiek nach Osten, und die russischen Panzerkanonenboote eröffneten das Feuer, worauf die Deutschen sich hinter einem Rauchschleier verbargen und den Rückzug antraten. Vizeadmiral Bachirew befürchtete, dass dies Vorboten einer unmittelbar bevorstehenden Landung auf Moon sein könnte, und beorderte die III. Torpedobootzerstörer-Division in das Gebiet. Bald näherten sich drei russische Zerstörer und die beiden Panzerkanonenboote von Osten her und lieferten sich ein Gefecht mit den Eskorten. Als die deutschen Torpedoboote jedoch Anker auf gingen, zogen sie sich wieder zurück. Gegen Mittag erschienen fünf Minensucher und machten sich daran, die Mitte des Kassar Wiek von Minen zu säubern. Das im Moonsund liegende Linienschiff Slawa und der Panzerkreuzer Admiral Makarow begannen nun, die Torpedoboote über Moon hinweg zu beschießen. Dabei wurden beide vor Anker liegenden Schiffe durch gezieltes Fluten von Abteilungen nach einer Seite übergelegt, um die Erhöhung ihrer Geschütze und damit die Reichweite zu vergrößern, wie es bereits 1915 beim Einbruch der Deutschen in den Rigaer Meerbusen praktiziert worden war. Die Geschütze auf Moon und die nahe der Insel liegenden Zerstörer und Kanonenboote stimmten rasch ein und nahmen dabei auch die im Kleinen Sund operierenden A-Boote und das Lazarettschiff Viola unter Feuer. Gleichzeitig versuchten ein Kanonenboot und ein Zerstörer, durch den sogenannten Strumpf-Kanal, eine enge, tiefe Verbindung zwischen Moonsund und Kassar Wiek, gegen die Angreifer vorzugehen. Die Deutschen erwiderten das Feuer und zogen sich zurück. Nachdem die Russen abgedreht hatten, setzten die A-Boote ihre Unternehmung trotz des Beschusses ihr eigenes Bombardement fort. Da das russische Feuer sehr gut lag, vermuteten die Deutschen einen Beobachter nahe der Küste und beschossen mit vier Torpedobooten eine halbe Stunde lang wahrscheinliche Beobachtungsposten am Westufer Moons. Vizeadmiral Schmidt forderte einen nächtlichen Torpedoangriff auf die russische Flotte im Moonsund durch die A-Boote an, die auch endlich die bislang entbehrten Torpedos erhalten hatten. Da er zu hohe Verluste fürchtete und die Aufgabe der A-Boote im Kleinen Sund für noch nicht abgeschlossen hielt – eine Voraussetzung für den nächtlichen Angriff –, sah Kommodore Heinrich jedoch davon ab.

### Das III. Geschwader durchquert die Irben-Straße
16. Oktober 1917
Das an diesem Tage herrschende gute Wetter ermöglichte den Einsatz der deutschen Marineflieger und Luftschiffe, nachdem die Seefliegerstation in Arensburg ihren Betrieb wieder aufgenommen hatte. Zwei zweimotorige Bomber griffen von zwei Jägern eskortiert gegen 10 Uhr das östliche Ende des Moondammes an, die Bomben trafen Geschützstellungen und setzten ein Munitionslager in Brand. Zwei russische Jagdflugzeuge erschienen, griffen aber die Bomber nicht an. In den frühen Morgenstunden hatten das Marineluftschiff L30 sowie die Heeresluftschiffe LZ 113 und LZ 120 Pernau auf dem estnischen Festland angegriffen, ihre Bombenlast von 6.000 kg traf das Stadtzentrum und den Hafen. Am Abend wiederholte L37 den Angriff, war aber wegen eines Brandes in der backbordseitigen mittleren Motorgondel zur Umkehr zur Basis im ostpreußischen Seerappen gezwungen. Das Luftschiff SL 8 musste ebenfalls umkehren, als in drei seiner fünf Motoren Probleme auftraten.
Die Minensucher in der Irben-Straße nutzten das gute Wetter ebenfalls aus und räumten einen 400 m breiten Kanal durch die Sperren. Durch diese Lücke liefen nun die Schlachtschiffe und Kreuzer des deutschen Verbandes und ihre Versorger, denen Sperrbrecher und Minensucher voraus fuhren. Unmittelbar nördlich der Gasse durch die vierte Sperrlinie wurden unerwartet noch mehr Minen gefunden, so dass die Schlachtschiffe und Kreuzer gegen 11 Uhr Halt machen mussten, um ihre Entfernung abzuwarten. Dabei sichtete das Torpedoboot A 62 weiter nördlich eine große Schute, welche die weiße Flagge zeigte. Sie entpuppte sich als diejenige, die in der vorhergehenden Nacht von ihrem Schlepper im Verband mit Graschdanin losgerissen war. Zwar gerieten die Männer nun in Gefangenschaft, entgingen so jedoch der Gefahr durch die Minen. Die geräumten Gassen wurden für den folgenden Verkehr ausgebojt.
Während der Passage der Irben-Straße erhielt Vizeadmiral Behncke per Funk neue Befehle von Vizeadmiral Schmidt und seinem Stab. Statt zunächst Arensburg als Hafen für die II. Staffel der Transporterflotte zu sichern und ihre Entladung zu überwachen, sollte er direkt und so schnell wie möglich gegen den Moonsund vorgehen. Behncke beabsichtigte, mit seinen kampfkräftigsten Schiffen in der Nacht am Eingang des Moonsundes zu ankern und bei Hellwerden vorzustoßen, um die russische Flotte dort anzugreifen. Nach Arensburg wurden der Kleine Kreuzer Augsburg mitsamt dem Tross sowie die IV. Minenräumdivision und die III. Halbflottille entsandt, um dort vorhandene Minen zu räumen und den Hafen benutzbar zu machen. Die Kleinen Kreuzer Straßburg und Kolberg, die VIII. Torpedobootsflottille, die XX. Halbflottille und vier Trawler der Küstenschutzhalbflottille Ost würden zusammen mit der III. und VIII. Minenräumhalbflottille, der III. Minenräumdivision und ihrem Tender Indianola die Schlachtschiffe König und Kronprinz zum Moonsund begleiten. Friedrich der Große wurde nach Abschluss der Besetzung von Sworbe zum Kohlen nach Putzig entlassen, und Markgraf wurde aus der Tagga-Bucht zu Vizeadmiral Behnckes Gruppe abkommandiert.

### Vormarsch des III. Geschwaders zum Moonsund
16. Oktober 1917
Am Abend sichtete das von Hangö aus in den Golf von Riga gelaufene britische U-Boot C27 den deutschen Verband und schoss um 16:30 Uhr zwei Torpedos auf König, die jedoch fehlgingen. Das U-Boot durchbrach nach dem Abschuss der Torpedos die Oberfläche, die Deutschen eröffneten jedoch nicht das Feuer, da sie es für ein eigenes Boot hielten und den Irrtum zu spät bemerkten. C27 konnte abtauchen und Torpedos nachladen, und eine Viertelstunde später erzielte es einen Torpedotreffer auf der Indianola, die mit vollgelaufenem Maschinenraum liegenblieb. Das U-Boot musste vor den Angriffen der deutschen Eskorten wegtauchen, blieb bis Einbruch der Dunkelheit unter Wasser und kam dann an die Oberfläche, um den Golf von Riga zu verlassen. Es wurde noch einmal von deutschen leichten Kräften angegriffen, entkam jedoch unversehrt nach Hangö. Das Schwesterboot C32 setzte nahe Kap Domesnäs an der Nordspitze des kurischen Festlandes ebenfalls zum Angriff auf den Verband an, wurde jedoch von einem deutschen Flugzeug ausgemacht und musste alarmtauchen. Zwar erriet der Kommandant Lieutenant Satow den Bestimmungsort der deutschen Kampfgruppe und begab sich zum Südende des Moonsundes, fand aber in der Nacht den Gegner nicht wieder. Die Indianola wurde in den Hafen von Arensburg geschleppt.
Gegen 20:30 Uhr warfen die deutschen Kriegsschiffe am südlichen Ende des Moonsundes Anker und blieben die Nacht über bewacht von Torpedobooten dort liegen. Vizeadmiral Behncke beorderte die Kommandanten der verschiedenen Einheiten am Abend zu einem Treffen an Bord des Flaggschiffes König und unterbreitete den Angriffsplan für den nächsten Tag. Die Positionen der russischen Minenfelder in der Gegend waren durch eine auf der Grom erbeutete Karte bekannt, eins lag im Süden des Eingangs zum Moonsund, das andere weiter nördlich direkt in der Mündung des Sundes. Die Schlachtschiffe sollten zwischen den Minenfeldern hindurch nach Westen laufen und die gegnerische Flotte nahe Kuiwast und die Küstenbatterien ausschalten, während die Kreuzer in den Kleinen Sund einlaufen und die Batterien bei Woi bekämpfen sollten. Die Minenräumer sollten währenddessen westlich von Moon eine Gasse in den Sund bahnen. Für den Fall, dass die Russen im Schutz ihrer Minenfelder Widerstand leisteten und die Minenräumboote beschossen, wollte Behncke die gegnerischen schweren Schiffe mit den Schlachtschiffen angreifen.

### Lage am Abend des 16. Oktober
Am Abend des 16. Oktober befand sich fast ganz Ösel in der Hand der deutschen Heerestruppen, die noch damit beschäftigt waren, Gefangene einzubringen und die für den nächsten Tag angesetzten Angriffe auf Dagö und Moon vorzubereiten. Das Infanterieregiment 131 hatte die Halbinsel Sworbe besetzt, ohne auf Widerstand zu treffen, die Batterie auf Kap Zerel war unbrauchbar gemacht worden. Die Transporterflotte in der Tagga-Bucht hatte das Entladen des Materials weitgehend abgeschlossen, während die Schiffe der II. Staffel damit rechnen konnten, im voraussichtlich bald wieder benutzbaren Hafen von Arensburg entladen zu können. Die endlich in den Rigaer Meerbusen vorgedrungenen deutschen schweren Einheiten bereiteten einen entscheidungssuchenden Angriff auf die im Moonsund verbliebenen russischen Einheiten vor.

## Die Schlacht im Moonsund
- Siehe Artikel Schlacht im Moonsund

17. Oktober 1917
Während der Nacht herrschte bei der Gruppe Behncke Unruhe wegen der Präsenz der britischen U-Boote, die sich jedoch als unbegründet erwies. Gegen 4:30 Uhr ging per Funk eine Meldung über eine bislang unbekannte Minensperre ein, die zwischen den erkannten Minenfeldern in Nord-Süd-Richtung verlaufen sollte. Die Meldung erwies sich später als falsch, brachte den deutschen Angriffsplan aber dennoch durcheinander.
Gegen 7 Uhr begannen mit Hellwerden die deutschen Minenräumer mit ihrer Arbeit und säuberten einen breiten Kanal südlich des südlichen Minenfeldes. Bald darauf wurden zwei russische Torpedoboote dicht unter der estnischen Küste gesichtet, die Vizeadmiral Bachirew vom deutschen Vorstoß unterrichteten. Der russische Befehlshaber entschied, dass es zwischen den Untiefen, Minenfeldern und Batterien des Moonsundes trotz seiner massiven Unterlegenheit am leichtesten fallen würde, die Deutschen vom weiteren Vordringen abzuhalten, und setzte seine schweren Schiffe in Marsch. Slawa und Graschdanin erschienen bald begleitet von einem Dampfer und einigen Zerstörern auf der Reede von Kuiwast, während Bachirew wenig später auf seinem Flaggschiff, dem Panzerkreuzer Bajan, folgte. Unterdessen gingen alle verfügbaren Schiffe Anker auf, und einige zivile Schlepper und Dampfer wurden entlassen, während die Dampfer Glagol und Pokoj als Blockschiffe vorbereitet wurden. Deutsche Wasserflugzeuge griffen die Reede von Kuiwast mit Bomben an, die zwar wenig Schaden anrichteten, aber höchst beeindruckende Explosionen erzeugten, die ihre Wirkung auf die Russen nicht verfehlten. Die König eröffnete das Feuer auf die Zerstörer, die sich rasch zurückzogen, während die russischen Schiffe und auch die schwere Batterie bei Woi ihrerseits das Feuer auf die deutschen Minenräumer und die Sperrbrecher eröffneten. Die Sperrbrecher wurden zurückbeordert, die III. Minenräumhalbflottille machte sich im Moonsund an die Arbeit, während die VIII. Minenräumhalbflottille sich in den Kleinen Sund vorarbeitete. Obwohl die Boote langsam fuhren und das russische Feuer gut gezielt war, erhielt keines von ihnen einen ernsthaften Treffer, und künstliche Rauchwände verbargen die Minenräumer zeitweise vor dem Gegner.

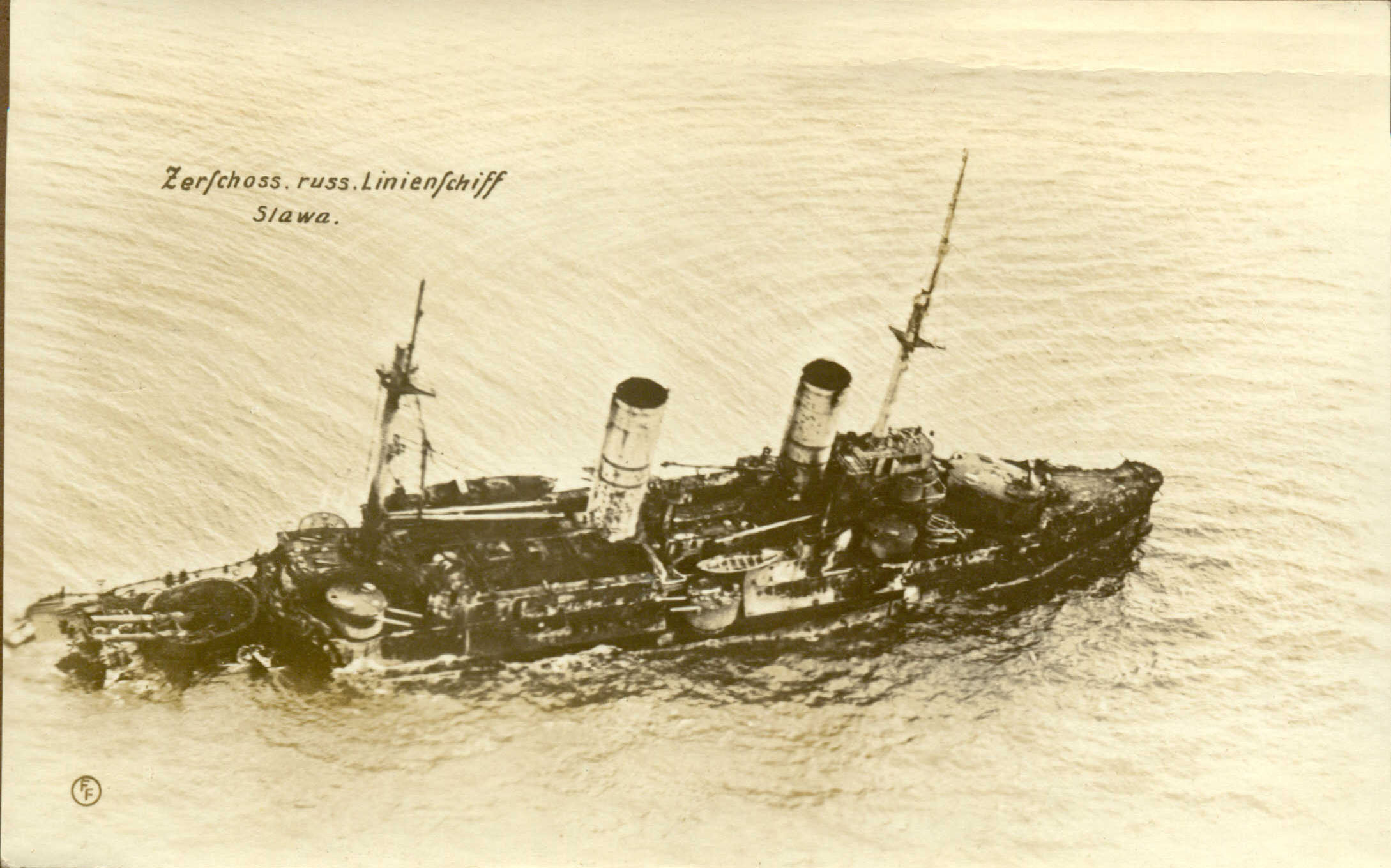
Das gesprengte Wrack der Slawa

König und Kronprinz steuerten um 8 Uhr einen östlichen Kurs südlich des südlichen großen Minenfeldes in der Rigaer Bucht. Die Slawa, die etwas weiter nach Norden außer Reichweite der Deutschen gelaufen war, wechselte das Ziel und beschoss nun auf eine Entfernung von mehr als 20.000 m die Schlachtschiffe. Obwohl das russische Linienschiff mit nur vier 30,5 cm-Geschützen deutlich schwächer bewaffnet war als die beiden deutschen Dreadnoughts mit jeweils zehn Geschützen ähnlichen Kalibers, hatte sie doch den Vorteil der größeren Reichweite durch speziell modifizierte Lafetten, die eine größere Erhöhung der Rohre zuließen. Die Salven der deutschen Schlachtschiffe lagen daher zu kurz, und sie standen im flachen und engen Sund zwischen den Minen in einer schlechten Position. Erneut lag das russische Feuer gut, Treffer gab es jedoch keine, obwohl einige Granaten nur etwa 50 m von der König entfernt einschlugen. Die Slawa bekam nach einiger Zeit Schwierigkeiten mit dem vorderen schweren Geschützturm, der sich durch einen Getriebeschaden nicht mehr drehen ließ, und bekämpfte die Minenräumer stattdessen mit den achteren Geschützen. Vizeadmiral Behncke zog seine schweren Schiffe vorerst zurück und lief nach Westen ab.
Vizeadmiral Bachirew war klar, dass die deutsche Angriffsplanung hinfällig werden würde, wenn die Minensucher im Moonsund ihre Aufgabe nicht durchführen konnten. Entsprechend nahmen die Kriegsschiffe und Küstenbatterien gegen 9:10 Uhr die III. Minenräumhalbflottille unter schweres Feuer, erzielten jedoch keine bedeutenden Treffer, und die Minenräumer setzten ihre Arbeit fort. Gegen 10 Uhr erhielt sie Unterstützung durch die III. Minenräumdivision, während die Schlachtschiffe zwischen den Larina- und Awanasewa-Bänken warteten. Behncke beabsichtigte, die III. Minenräumhalbflottille bis nördlich des nördlichen Minenfeldes vorrücken zu lassen und dann selbst schnell nachzustoßen, um das russische Feuer zu unterlaufen und die gegnerischen schweren Schiffe endlich in Reichweite zu bekommen. Die russischen schweren Schiffe zogen sich währenddessen nach Norden zurück, damit die Mannschaften Essen fassen konnten, näherten sich aber gegen 10 Uhr wieder dem Kampfgebiet, um erneut in das Gefecht einzugreifen.
Um 10 Uhr hatten die Minenräumer die vorgesehene Position erreicht, Vizeadmiral Behncke ließ seine beiden Schlachtschiffe mit äußerster Kraft voraus nach Norden preschen und war bald nahe genug, um das Ziel fassen zu können. Um 10:13 Uhr eröffnete die König das Feuer auf die Slawa, vier Minuten später begann die Kronprinz auf die Graschdanin zu feuern. Die König hatte sich bald auf das Ziel eingeschossen, drei Granaten der dritten Salve trafen die Slawa etwa 3 bis 3,5 m unter der Wasserlinie. Zwei von ihnen durchschlugen die Panzerung, während die dritte den Seitenpanzer an Backbord nicht durchdringen konnte. Eine der Granaten explodierte nahe dem vorderen Dynamoraum und riss ein 3,6 m breites Loch unter der Wasserlinie in den inneren Rumpf, der Wallgang und das vordere Munitionsmagazin liefen ebenfalls voll, und im Vorschiff fiel der Strom aus. Das andere explodierte nahe dem Ankerspill und erzeugte einen weiteren heftigen Wassereinbruch, etwa 1.130 Tonnen Wasser drangen ins Vorschiff ein, und das Linienschiff zeigte bald 8° Backbordschlagseite, die jedoch durch Gegenfluten auf 4° vermindert werden konnte. Der Tiefgang stieg vorn auf 10,5 m und achtern auf 9,9 m an. Die Graschdanin erhielt ihrerseits fast gleichzeitig zwei Treffer, von denen einer nahe dem Heck einschlug und einen rasch gelöschten Brand auslöste, der andere detonierte am Gürtelpanzer nahe einem 15,2 cm-Turm, und Splitter beschädigten zwei Dynamos und mehrere Dampfrohre im Maschinenraum. Um 10:24 Uhr erhielt die Slawa zwei weitere Treffer im Vorschiff, eine Granate schlug an Backbord nahe dem vorderen Schornstein ein und verwüstete die als Verbandsplatz genutzte Kapelle, wobei mehrere Seeleute getötet oder verwundet wurden und ein Feuer ausbrach. Das zweite Geschoss detonierte auf dem Batteriedeck, Gas und Rauch drangen bis zum Kesselraum vor, und ein in der Nähe gelegenes Magazin für 15,2 cm-Granaten wurde als Vorsichtsmaßnahme geflutet. Die Brände konnten aber bereits nach etwa einer Viertelstunde gelöscht werden, und um 10:30 Uhr befahl Vizeadmiral Bachirew allen Schiffen den Rückzug in den nördlichen Moonsund. Das Flaggschiff Bajan bot sich als Ablenkungsziel an, um den Rückzug der Linienschiffe zu decken, und eine Serie schneller Kurs- und Fahrtwechsel bewahrten das Schiff zunächst vor Treffern, obwohl es in schneller Folge von acht gegnerischen Salven eingegabelt wurde.
Um 10.39 Uhr erzielte die König zwei weitere Treffer auf der Slawa, erneut unter der Wasserlinie. Einer richtete schwere Verwüstungen in den Mannschaftsquartieren an und tötete drei Mann, der andere durchschlug den Panzergürtel und blieb im Schott eines Kohlenbunkers stecken. Die Slawa war mittlerweile außer Reichweite, die König beschoss nun die Bajan und erzielte um 10:36 Uhr mit ihrer letzten Salve einen gefährlichen Treffer an der Steuerbordseite zwischen Brücke und vorderem 20,3 cm-Turm, der Ober- und Batteriedeck durchschlug und im Kabelgatt tief im Innern des Schiffes detonierte, wo sich viel brennbares Material befand. Ein schweres Feuer brach aus, das erst nach 24 Stunden endgültig gelöscht werden konnte, die Explosion zerriss weiterhin acht Spanten, beschädigte ein Schott und riss mehrere Platten des Doppelbodens sowie einige Panzerplatten des Gürtelpanzers aus der Verankerung. Die in der Nähe des Brandherdes gelegenen Munitionsmagazine mussten sicherheitshalber geflutet werden, und durch Splitter entstandene Lecks ließen noch mehr Wasser herein. Insgesamt drangen 1.000 Tonnen Wasser ein, so dass der Tiefgang vorn schließlich 7,9 m betrug. Zwei Männer wurden sofort beim Einschlag der Granate getötet, drei weitere erlagen später ihren Verletzungen, drei wurden verwundet. Die russischen Schiffe setzten zunächst das Feuer auf die Minenräumer fort, ehe sie auf die Schlachtschiffe schossen, die aber unbeschädigt blieben. Um 10:40 Uhr stellten die deutschen Schlachtschiffe das Feuer ein, und eine Staffel von sechs Wasserflugzeugen griff die kleineren ablaufenden russischen Schiffe mit etwa vierzig Bomben an, erzielte jedoch keine Treffer. Der schwere Beschuss und der gleichzeitige Luftangriff beeinträchtigte jedoch die Moral der Besatzungen, insbesondere auf den Minenlegern mit ihrer gefährlichen Ladung, was die Slawa aber nicht hinderte, einen der Angreifer abzuschießen.
Dem Kapitän der Slawa, Kapitän 1. Ranges Wladimir Antonow, wurde bald klar, dass sich sein Schiff dem Rückzug nicht anschließen konnte. Zwar war sie nicht kritisch beschädigt, das viele eingedrungene Wasser hatte jedoch den Tiefgang so vergrößert, dass sie den ausgebaggerten Kanal durch den Moonsund nicht mehr passieren konnte. Antonow schlug daher vor, sie nach dem Abzug von Bajan und Graschdanin mitten im Fahrwasser als Blockschiff zu versenken, und Bachirew nahm den Vorschlag an. Die Besatzung der Slawa, die während des Gefechtes die Disziplin noch gehalten hatte, geriet ob des überstandenen schweren gegnerischen Feuers jedoch zunehmend in Panik. Etwa hundert der jüngsten Matrosen verließen nach und nach ihre Posten und legten Schwimmwesten an. Der Soldatenrat an Bord ließ den Maschinenraum voreilig evakuieren, so dass niemand die Maschinenbefehle des Kommandanten ausführte und das Schiff nicht rechtzeitig zum Halten kam. Es lief südöstlich der gewünschten Position auf Grund, wo es kein Hindernis darstellte, und wurde so stattdessen an Ort und Stelle selbst versenkt. Dabei mussten panische Matrosen mit vorgehaltener Waffe daran gehindert werden, einfach über Bord in die Lücke zwischen der Bordwand der Slawa und der eines längsseits gehenden Zerstörers zu springen, der die Besatzung übernehmen wollte. Kapitän Antonow verließ als letzter das Schiff, und um 11:55 Uhr wurde das achtere 30,5 cm-Magazin gesprengt. Die Explosion war weithin zu sehen und zu hören, noch im Kassar Wiek 25 km weiter östlich war der enorme Rauchpilz sichtbar. Zudem schossen drei Zerstörer sechs Torpedos auf das Wrack, von denen nur einer von Bord der Turkmenez Stawropolski tatsächlich explodierte.

### Angriff auf Moon
17. Oktober 1917
Nach dem Ende des Gefechtes im Moonsund war den Russen klar, dass sie ihre Position nicht viel länger würden halten können. Vizeadmiral Bachirew ordnete daher die Sperrung des Sundes und der Reede von Kuiwast für den Gegner mit Blockschiffen und Minen an. Vor Kuiwast konnten jedoch keine Minen mehr gelegt werden, da die sie transportierenden Versorgungsschiffe bereits nach Norden abgelaufen waren. Die zurückgehenden Russen konzentrierten ihre Anstrengungen entsprechend auf die Blockade des Moonsundes und begannen mit der Verminung des Strumpf-Kanals. Die bereits vorbereiteten Dampfer  Glagol und Pokoj sowie die General Zimmermann und das Lotsenschiff Artelschtschik wurden von Zerstörern als Blockschiffe im nur 60 m breiten Hauptfahrwasser des Moonsundes versenkt, was den deutschen Kreuzern das Passieren unmöglich machte. Die Schlachtschiffe konnten ohnehin nicht hoffen, in den an der flachsten Stelle lediglich neun Meter tiefen Kanal einzulaufen. Die russischen Zerstörer Voiskovoi und Zabaikaletz begannen außerdem damit, das Gebiet um die Blockschiffe zu verminen.

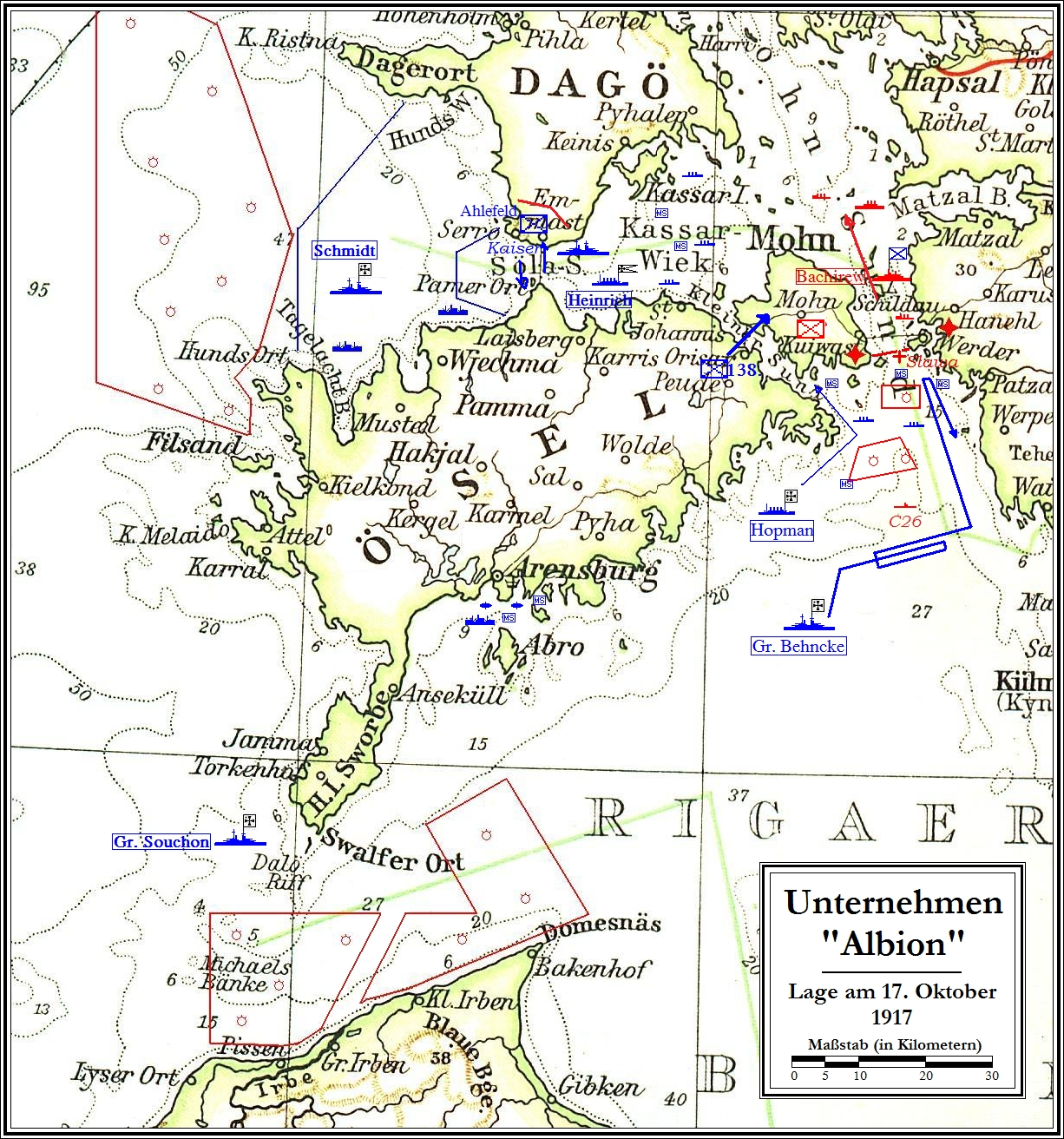
Lage am 17. Oktober

Während die Russen ihren Rückzug deckten, gerieten die deutschen Schlachtschiffe mit den Küstenbatterien ins Gefecht. Um 10:46 Uhr eröffnete die Batterie Werder das Feuer, und König schoss zurück, worauf die Batterie das Feuer bald wieder einstellte. Auch hier machte sich Panik breit, und ein großer Teil der Batteriebesatzung flüchtete. Bald darauf zeigten Rauch und Flammen bei der Batterie und der nahe gelegenen Signalstation, dass die Russen dabei waren, die Gegend zu räumen. Kurz nach 11 Uhr ankerten die beiden Schlachtschiffe nahe Selglaid und gerieten mit den Batterien bei Woi ins Gefecht. König erwiderte das Feuer und gab einzelne, gezielte Schüsse ab. Um 11:26 Uhr gab es einen – falschen – U-Bootalarm, jedoch wollte Vizeadmiral Behncke seine Schiffe nicht unnötig der durchaus realen Gefahr eines Torpedoangriffes aussetzen und ging wieder Anker auf. Die Schlachtschiffe fuhren nun in dem freigeräumten Kanal mit geringer Fahrt in ostwestlicher Richtung gedeckt von Torpedobooten hin und her. Um 12:06 Uhr wurde erneut U-Bootalarm gegeben: Das britische Boot C26 war von Hangö aus südwärts gelaufen und befand sich nun südlich des Moonsundes in günstiger Position. Das flache Wasser machte dem Kommandanten Lieutenant Downie jedoch zu schaffen, und bevor er in Schussposition gelangen konnte, lief er hart auf Grund. Das Boot konnte sich nicht unter Wasser freimachen, weshalb Downie die achteren Ballasttanks anblasen ließ. Dabei durchbrach das U-Boot die Oberfläche und wurde sofort von den Deutschen gesichtet. Die Torpedoboote griffen mit Geschützfeuer und Wasserbomben an und jagten das U-Boot mehr als zwei Stunden lang. Zeitweise geriet es in ein U-Bootnetz, konnte sich aber wieder befreien, wobei die Schrauben beschädigt wurden. Erst am Abend konnte Downie auftauchen und stellte fest, dass zudem die Tiefenruder beschädigt und verklemmt waren, und ging nach Pernau in die Werft. Erst im Dezember konnte C26 nach behelfsmäßigen Reparaturen nach Hangö entkommen.
In der Zwischenzeit rückten die deutschen Schiffe weiter den Moonsund hinauf vor, die Minenräumer kamen jedoch aufgrund des auffrischenden Windes aus Süd-Südost und zunehmenden Seeganges nur langsam voran. Die kleinen Motorboote der III. Minenräumdivision mussten sogar die Arbeit einstellen. Nahe der Reede von Kuiwast stießen die Minenräumer auf eine starke Netzsperre, die sie nicht zu durchbrechen vermochten. Vizeadmiral Behncke ließ deshalb gegen 15:40 Uhr die Arbeit einstellen, und um 17 Uhr lagen die Schlachtschiffe südwestlich des südlichen großen Minenfelds, geschützt von Torpedobooten, vor Anker.
Im Kleinen Sund rückte Kontreadmiral Hopman mit seinen Kreuzern gegen Moon vor. Zunächst gab es Verzögerungen, da die Minenräumer eine falsche Positionsmeldung des südlichen Minenfeldes erhalten hatten und erst die südwestliche Ecke räumten, statt sich auf die vorgesehene Fahrrinne zu konzentrieren. Auf der anderen Seite lief das durch T 144 eskortierte Lazarettschiff Viola in den nördlichen Kleinen Sund ein, um die Verwundeten bei Orissar zu bergen. Gegen 8:50 Uhr hatten die A-Boote ihre Munitionsvorräte aufgefüllt und begannen auf Anfrage der Infanterie auf Ösel mit dem Bombardement des nördlichen Endes des Moondammes. Das von zwei Wasserflugzeugen gelenkte Feuer war gut gezielt und verursachte zahlreiche Verluste bei den Verteidigern. Im Verlauf des Morgens meldeten Aufklärungsflugzeuge, dass Moon nur noch spärlich vom Feind besetzt sei. Ein Großteil der Garnison war offenbar bereits evakuiert worden, und die Vorbereitungen zum Übersetzen wurden dementsprechend beschleunigt. Erst gegen Mittag konnten die Minenräumer und Kreuzer in den südlichen Kleinen Sund eindringen. Die Kolberg deckte die Batterien bei Woi zehn Minuten lang mit Granaten ein. Die Russen erwiderten das Feuer nicht, denn auch die Besatzungen dieser Batterie suchten fast geschlossen das Weite. Gegen 14:30 Uhr ankerten Straßburg und Kolberg am südlichen Ende des Kleinen Sundes, und Hopman setzte eine Landungsabteilung an Land, um die Batterien wegzunehmen. Gegen 16:45 Uhr begann die 6. Kompanie des Infanterieregiments 138 unter der Deckung von Rauchwänden und heftigem Artilleriefeuer aus Feldgeschützen nahe Kegova mit dem Übersetzen, und Hauptmann Winterfeldts Sturmkompanie 18 drang über den Damm gegen die Insel vor. Das Todesbataillon leisteten heftige Gegenwehr mit MG- und Artilleriefeuer und hielt die Angreifer im Westen der Insel fest, bei der Explosion eines Magazins nahe dem Nordende des Dammes wurde ein aufgegebener russischer Panzerwagen zerstört. Die meisten anderen russischen Truppen auf Moon waren jedoch in Panik und weigerten sich, den Deutschen Widerstand zu leisten. Erst nach Mitternacht zogen sie sich auf Positionen zwischen Nauze und Linnust zurück. Um 17:30 Uhr meldete die Landungsabteilung, dass die Batterie in ihrer Hand, aber unbrauchbar gemacht sei, und die vorrückende Sturmkompanie konnte auf Moon Fuß fassen.
Im Kassar Wiek war die Lage den Tag über ruhig geblieben, lediglich das Minenräumen ging weiter, und die Torpedoboote der II. Flottille und XIII. Halbflottille übernahmen neue 10,5-cm-Artilleriemunition. Kommodore Heinrich sah und hörte das heftige Gefecht im Moonsund von weitem mit an und entschied, einen nächtlichen Vorstoß mit Torpedobooten in den südlichen Moonsund zu unternehmen. Ein Vorstoß in den nördlichen Teil erschien zu gefährlich, es waren jedoch wegen der durch Gefechte und Grundberührungen erlittenen Schäden lediglich vier Boote für diese Aufgabe tauglich. Um 22 Uhr liefen S 50, S 61, S 64 und V 74 vorsichtig lotend in den südlichen Moonsund, wobei S 50 als Navigationshilfe im Eingang des Sundes verblieb. Kapitänleutnant Zander, der das Kommando führte, hatte sich zuvor mit Vizeadmiral Behncke in Verbindung gesetzt und erfahren, dass in der Gegend keine deutschen Schiffe mehr lagen, so dass bei Sichtungen keine Zweifel an ihrer Identität entstehen konnten. Kurz nach Mitternacht wurde S 64 jedoch von einer heftigen Minendetonation erschüttert, der Kesselraum lief voll, und das Boot wurde manövrierunfähig, schwamm jedoch noch. Durch die Detonation waren mehrere in der Gegend gelegte Minen losgekommen und schwammen nun an der Oberfläche, und Kapitänleutnant Zander entschloss sich zum Abbruch der Unternehmung. Bei dem Abschleppversuch geriet das Boot jedoch auf Grund und musste gesprengt werden. V 61 ging zuvor längsseits und übernahm die Besatzung. Sechs Männer waren im Kesselraum ums Leben gekommen, und fünf waren verletzt worden. Die anderen Boote hatten bei Grundberührungen Lecks und Schraubenschäden davongetragen, so dass nur der Rückzug blieb.

### Weiterer Landungsversuch auf Dagö
17. Oktober 1917
Währenddessen hatte die Abteilung Ahlefeld einen weiteren Landungsversuch auf Dagö unternommen. Um 9:25 Uhr begann Kaiser mit einem vorbereitenden Artilleriebeschuss auf den Brückenkopf, und um 10 Uhr ging das Landungskorps erneut an Land. Patrouillen drangen tief in das Innere der Insel vor, trafen jedoch auf Widerstand und hatten Verluste. Transporter versuchten, nahe Toffri Material zu entladen, fanden aber die Ankerplätze noch unfertig vor. Auch das eigentlich an der Landung zu beteiligende Radfahrerbataillon kam erst verzögert an, so dass der Landekopf am Abend wieder geräumt werden sollte. Da sich die Evakuierung der Verwundeten schwierig gestaltete, blieb der Landekopf über Nacht dennoch besetzt, und es standen Trawler zur Evakuierung im Falle eines entschlossenen russischen Angriffs bereit. Obwohl den Tag über heftig gekämpft worden war, blieb in der Nacht alles ruhig.
Am Abend gaben die russischen Flottenchefs den Befehl zum Rückzug in den Finnischen Meerbusen. Die Stützpunkte in der Gegend sollten geräumt und zerstört und die Truppen evakuiert werden, wobei die Besatzung von Dagö bis zuletzt ausharren sollte. Kurze Zeit später erhielt Vizeadmiral Bachirew außerdem Kenntnis vom geplanten deutschen Vorstoß in den Finnischen Meerbusen, offenbar war der Funkspruch Vizeadmiral Schmidts aufgefangen und entschlüsselt worden. Entsprechend plante er, den Moonsund bis 16 Uhr am 18. Oktober zu verlassen. Zwar wollte der Flottenchef Admiral Naswosoff zur Hilfe eilen und begann, Vorbereitungen zum Auslaufen zu treffen, wurde jedoch vom Großen Hauptquartier zurückgepfiffen.

### Lage am Abend des 17. Oktober
Am Ende des Tages befanden sich der südliche Moonsund und ganz Ösel fest in deutscher Hand. Die Transporterflotte in der Tagga-Bucht hatte das Entladen beendet, und Arensburg würde am nächsten Tage als Hafen auf Ösel zur Verfügung stehen. Die deutschen Truppen hatten einen Brückenkopf auf Moon gebildet und standen bereit, am nächsten Tag erneut auf Dagö zu landen. Vizeadmiral Schmidt entschloss sich deshalb, einen Vorstoß in den Finnischen Meerbusen zu wagen und die russische Flotte im Moonsund einzuschließen; diese Unternehmung bedurfte jedoch der Genehmigung durch den Kaiser.

## Die Einnahme von Dagö und Moon
18. Oktober 1917
Am Morgen nahmen die Minenräumer im Kassar Wiek ihre Arbeit wieder auf. Kurz nach Mittag lief das Große Torpedoboot (Zerstörer) B 111 auf eine Mine, die Detonation riss das Vorschiff ab, das Boot blieb aber schwimmfähig. Zwei Tote und sechzehn Verletzte sowie drei Vermisste waren zu beklagen, das beschädigte Boot wurde später nach Libau geschleppt. In der Zwischenzeit hatte Kommodore Heinrich persönlich Vizeadmiral Schmidt Bericht erstattet und erhielt den Befehl, offensive Operationen nach Ermessen durchzuführen.
Am selben Morgen begann der endgültige Angriff auf Dagö. Noch vor Anbruch der Dämmerung nahm die Emden eine Bombardementsposition nahe Emmast ein und belegte die Gegend zwischen 7:15 Uhr und 8 Uhr mit 170 Granaten. Im Verlauf des Morgens setzten T 144, A-Boote, Trawler und Boote das II. Radfahrerbataillon bei Serro an Land, unter deren Schutz Feldbatterien und anderes schweres Gerät gelandet werden konnten. Die Russen hatten eine deutsche Landung an der Südspitze Dagös vorhergesehen und sich auf Widerstand und einen geordneten Rückzug eingerichtet. Bei Eintreffen der Deutschen ordnete der Kommandeur Oberst Vaselago den Rückzug auf eine vorbereitete Verteidigungslinie nördlich der Halbinseln Dagerort und die Sprengung der Batterien und Verteidigungsanlagen bei Serro an. Dies wurde jedoch von den Soldaten als Anzeichen ausgelegt, dass alles verloren sei, und so griff auch hier bald Panik um sich, und die russischen Soldaten ergriffen kopflos die Flucht, wobei es immer wieder zu Plünderungen kam. Die demoralisierten Russen meuterten und weigerten sich größtenteils, Widerstand zu leisten. Sie zogen sich auf den einzigen Hafen der Insel bei Helterma zurück, um auf ihre Evakuierung zu warten. Wie auch auf Moon versuchte die Marine, wenigstens einige Männer zu evakuieren, und entsandte drei Dampfer. Zwei davon liefen jedoch auf Grund, von denen nur einer wieder flott gemacht werden konnte, und nur ein Dampfer kam mit einigen Soldaten an Bord zurück zum Festland.

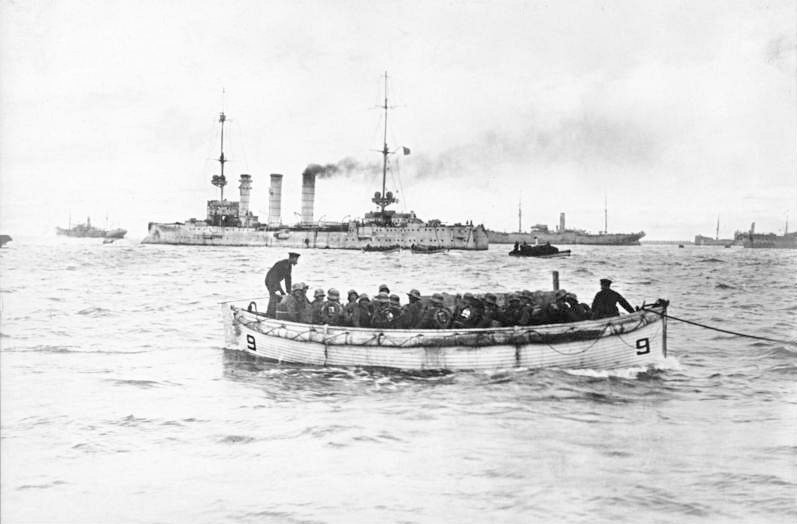
Deutsche Truppen auf dem Weg zum Strand, im Hintergrund die Kolberg

Im südlichen Moonsund hatten die Minenräumer, auch wegen einiger kommunikativer Probleme mit großen Schwierigkeiten zu kämpfen. Zwar hatten die Führerboote Karten mit den Positionen der bekannten Minenfelder erhalten, nicht aber die Räumboote selbst. Das Boot T 66 lief nahe Paternoster auf eine Mine und sank sofort, siebzehn Männer kamen ums Leben, und nur der Kommandant und sechs Männer konnten gerettet werden. Währenddessen waren die Schlachtschiffe weiter südlich wieder Anker auf gegangen und steuerten erst südlich, dann östlich an den Minenfeldern vorbei. Kurz nach 10 Uhr beorderte Vizeadmiral Behncke den Kreuzer Straßburg und die Minenräumer der VIII. Minenräumhalbflottille zur Unterstützung der Schlachtschiffe nach Osten, während die Kolberg und die anderen Schiffe Kontreadmiral Hopmans zur Deckung der Truppen in der Nähe im Kleinen Sund verblieben. Um 12:40 Uhr meldete die Markgraf, dass sie nahe Kalkgrund auf Grund gelaufen sei, sich aber mittlerweile wieder befreit habe. Einige Markierungsbojen für den minenfreien Kanal waren durch Wind und Seegang losgerissen.
Mittlerweile hatte die III. Minenräumhalbflottille und zwei Boote der VIII. Halbflottille die Reede von Kuiwast erreicht und bestätigten die Versenkung der Slawa, das immer noch brennende Wrack war westlich der Insel Papilaid gut sichtbar. Nahebei lagen die vier versenkten Dampfer, die den Sund versperrten, und weiter nördlich waren zwei russische Zerstörer zu sehen, die mit dem Legen eines weiteren Minenfeldes beschäftigt waren. Die Torpedoboote V 180 und V 184 liefen um 14:15 Uhr mit Höchstfahrt zum Angriff nach Norden und eröffneten das Feuer, gerieten jedoch selbst in das Feuer eines weiteren russischen Zerstörers und eines Panzerkanonenbootes, die sich im Strumpf-Kanal befanden. Vizeadmiral Bachirew hatte sie zur Eskorte einiger flachbodiger Fahrzeuge entsandt, die den Rest der Garnison von Moon evakuieren sollten. Die Fahrzeuge zogen sich vor dem deutschen Angriff zurück, die Deutschen drehten jedoch ihrerseits vor dem gut liegenden russischen Artilleriefeuer ab und setzten sich unter dem Schutz einer künstlichen Rauchwand nach Süden ab.
Vizeadmiral Behncke entsandte sofort Straßburg und Kronprinz zu ihrer Unterstützung, die russische Netzsperre verwehrte größeren Schiffen jedoch die Durchfahrt zur Reede von Kuiwast. Die schweren Schiffe versuchten die Passage trotzdem, wobei beide Schiffe Grundberührung hatten, aber unbeschädigt blieben. Gegen 14:15 Uhr fanden die Minenräumer eine zweihundert Meter breite Lücke in der Netzsperre, die zur Passage größerer Schiffe gedacht war, und A 62 gelang es, sie zu öffnen. Die Wassertiefe betrug hier 14 m, so dass Vizeadmiral Behncke am Abend mit seinen schweren Einheiten am Südende des Moonsundes ankern konnte. Die Minensucher setzten ihre Arbeit fort, fanden jedoch bis hin zur Insel Schildau keine weiteren Minen.
Auf Moon rückten die Deutschen weitgehend ungehindert vor, lediglich im Nordosten bei Kallast gab es noch Widerstand, da die russische Garnison noch auf Evakuierung hoffen durfte. Der Großteil der Garnison war zur Aufgabe bereit, lediglich die Soldaten des Todesbataillons beharrten auf dem Übersetzen zum Festland. Die Deutschen gingen jedoch nicht darauf ein und forderten die Übergabe bis 13:00 Uhr, andernfalls werde man angreifen. Da die Frist ungenutzt verstrich, begann das Infanterieregiment 138 mit dem Angriff auf Kallast und zwang die Russen schließlich zur Aufgabe. Während der Kapitulationsverhandlungen trafen jedoch Marineschiffe ein, denen es gelang, einige Soldaten zu bergen, während das Todesbataillon den Rückzug deckte. Die Deutschen nahmen etwa 5.000 russische Soldaten gefangen.
Vizeadmiral Bachirew hatte geplant, gegen 16 Uhr mit seinen verbliebenen Einheiten den Moonsund zu räumen. Verzögerungen beim Minenräumen der Abmarschroute, auf der von U-Booten gelegte Minen entdeckt worden waren, führten jedoch dazu, dass der Aufbruch um einen Tag verschoben werden musste.

### Lage am Abend des 18. Oktober
Gegen Abend hatten die Deutschen den Südteil von Dagö und Moon in ihre Hand gebracht, die zweite Staffel der Transportflotte begann in Arensburg damit ihr Material zu entladen und die Marine arbeitete sich stetig durch den Moonsund nach Norden vor. Die Unternehmung in den Finnischen Meerbusen war noch in der Planungsphase, aber bereits vom Admiralstab genehmigt, lediglich die Zustimmung des Kaisers stand noch aus. Die Russen hatten ihre Basen geräumt und bereiteten den Rückzug aus dem Moonsund vor, lediglich im Norden von Dagö hielt die Garnison noch stand.

## Rückzug der Russen aus dem Moonsund
19. Oktober 1917
An diesem Tag ereignete sich um Moon herum kaum etwas Erwähnenswertes. Das Minenräumen schritt weiter voran, so dass Kolberg und Straßburg abends nahe Schildau ankern konnten, und weitere deutsche Truppen wurden nach Dagö verlegt. Am Abend ergab sich der Rest der russischen Garnison, so dass auch diese Insel völlig in deutscher Hand war. In Arensburg ging das Entladen der II. Staffel der Transportschiffe weiter, im Rigaer Meerbusen nahmen deutsche Netzleger und Minenkreuzer ihre Arbeit auf.
Um 16 Uhr verließ die russische Flotte, begleitet von zahlreichen Dampfern und Hilfsschiffen und abgeschirmt durch Zerstörer und Minensucher, bei ruhigem Wetter den nördlichen Moonsund. Die Sicht betrug nur etwa drei bis vier Seemeilen, so dass nicht viel Gefahr bestand, gesichtet zu werden. Bachirew vermutete jedoch richtig, dass der Kanal vom Moonsund nach Hangö von deutschen U-Booten bewacht werden würde, und wählte deshalb eine weiter östlich liegende Route, die von der Insel Odensholm nach Norden führte. Die deutschen U-Boote kamen nicht zum Schuss, und alle Schiffe mit Ausnahme eines nahe Spithamn auf Grund geratenen Transporters erreichten sicher ihren Bestimmungsort.

## Endphase der Unternehmung
Am 20. Oktober griff das im Rigaer Meerbusen eingeschlossene britische U-Boot C32 den deutschen Netzleger Eskimo mit Torpedos an, die jedoch fehlgingen. Beim Abschuss durchbrach das Boot die Wasseroberfläche, und die deutschen Torpedoboote S 176 und V 186 attackierten es mit Wasserbomben. Dabei nahm das britische U-Boot schweren Schaden, der Kompass und das Licht im Achterschiff fielen aus, und im Turm kam es zu einem Wassereinbruch. In zwanzig Metern Tiefe schlich das Boot in Richtung Runö davon und tauchte um 20 Uhr im Schutz der Dunkelheit auf. Der Kommandant Lieutenant Christopher P. Satow kam nach einer Aufnahme der Schäden zu dem Ergebnis, dass das Boot nicht zu retten sei, da er nicht nur den Moonsund und die Irben-Straße in deutscher Hand wähnte, sondern auch den russischen Hafen Pernau auf dem estnischen Festland. Er entschloss sich daher, das Boot an Ort und Stelle zu versenken und mit seiner Besatzung über Land nach Reval zu marschieren. Am nächsten Morgen erfuhr er zwar, dass Pernau noch in russischer Hand war, da sich aber deutsche Torpedoboote seinem Boot näherten und es auch bei einem Entkommen nach Pernau keine Chance gehabt hätte, den Rigaer Meerbusen zu verlassen, ließ er C32 sprengen.

## Nachspiel und Auswirkungen
Als sich am 18. Oktober der Verlust der Inseln abzuzeichnen begann, berief der Oberbefehlshaber und Ministerpräsident Alexander Kerenski bei einem Besuch beim Hauptquartier der russischen Heeresgruppe Nordfront eine Strategiebesprechung ein. Mit dem Verlust der Inseln war die Flanke der russischen Front bedroht und ihr Nachschub über See abgeschnitten, und eine Landung in ihrem Rücken barg große Risiken für die dahinterliegende Marinebasis Reval, die Verteidigung des Finnischen Meerbusens und die Hauptstadt Petrograd. Während die Invasion noch lief, traf man Vorbereitungen zur Verteidigung der Zugangsstraßen nach Reval und diskutierte einen Einsatz der Flotte zur Abwehr eines seegestützten Angriffs.
Als sich jedoch abzeichnete, dass die deutschen Truppen und Schiffe an die Westfront und in die Nordsee abzogen, beruhigte sich die Lage wieder etwas. Es war jedoch unübersehbar, dass sich die russischen Streitkräfte in einem kritischen Zustand befanden und bei einer weiteren Verschlechterung die realistische Gefahr einer völligen Auflösung bestand. Wenige Tage später begann Russland separate Waffenstillstandsverhandlungen mit dem Deutschen Reich, und kurz darauf stürzten die Bolschewiki die Regierung Kerenski – der Bürgerkrieg und der Weg Russlands aus dem Krieg hatten endgültig begonnen.
Mit dem Rückzug der russischen Flotte und der Übergabe der Garnison auf Dagö war die Unternehmung beendet. Unter geringen Verlusten hatten die deutschen Streitkräfte die drei Inseln erobert und dabei den Russen schwere Verluste zugefügt, die erdrückende Überlegenheit zur See, die hervorragende logistische Planung und die große Geschwindigkeit, mit welcher der Angriff vorgetragen wurde, ließen dem desorganisierten Gegner kaum Zeit zum Reagieren. Der Gewinn der den Golf von Riga und den Eingang zum Finnischen Meerbusen beherrschenden Inseln beschleunigte den Zusammenbruch Russlands beträchtlich und machte ein größeres Gefecht mit den verbleibenden russischen Flotteneinheiten unwahrscheinlich, so dass die schweren Schiffseinheiten der Hochseeflotte bald in die Nordsee zurückkehren konnten. Die Marine hatte in hervorragender Abstimmung mit dem Heer zusammengewirkt und die gesteckten Angriffsziele ohne große Mühe erreicht und konnte ihr Ansehen deutlich aufbessern. Der mangelnde russische Widerstandswille hatte einen großen Beitrag zum Erfolg geleistet. Obwohl die deutschen Landungstruppen den Verteidigern zahlenmäßig kaum überlegen waren, räumten die demoralisierten und auch durch die Revolution desorganisierten Truppen ihre gut befestigten Stellungen meist sehr schnell und dachten nur noch an Aufgabe oder Flucht, und der Kampfeswille von zum Widerstand entschlossenen Einheiten wurde durch die Haltung ihrer Kameraden gelähmt. Entsprechend blieben die Verluste des Heeres mit 54 Toten und 141 Verwundeten verhältnismäßig gering, während die Marine aufgrund des riskanten Einsatzes in dicht verminten flachen Gewässern unter Zeitdruck 156 Tote und 60 Verwundete zu beklagen hatte. Die Russen hatten weit empfindlichere Einbußen erlitten, über 20.000 Soldaten gingen in Gefangenschaft, und unersetzliches Material war verloren oder dem Gegner in die Hände gefallen. Die Anzahl der russischen Verluste an Toten und Verletzten ist nicht bekannt.
Sowohl der Kaiser als auch Generalfeldmarschall Paul von Hindenburg gratulierten den Verantwortlichen zum Erfolg. Beim Heer wurden die Obersten Mathiass und von Tschischwitz sowie Oberstleutnant Fischer für ihre Leistungen mit dem Pour le Mérite geehrt, bei der Marine erhielten die Admirale Behncke und Schmidt sowie Kapitän Magnus von Levetzow und Fregattenkapitän von Rosenberg ebenfalls diese Auszeichnung für ihre Verdienste.
In dem weiter angespannten Verhältnis zwischen der deutschen Heeres- und Marineleitung blieb das Unternehmen Albion das einzige Beispiel enger operativer Zusammenarbeit zwischen Admiralstab und Oberster Heeresleitung (OHL) im Verlauf des Ersten Weltkriegs, nur abgesehen von den gemeinsam erstellten Operationsplanungen für einen Einmarsch in Dänemark („Fall J“), zu dem es nicht kam, und der Eroberung der Åland-Inseln und Besetzung Finnlands im Jahr 1918, wobei die Marine hier nur Transportdienste leistete. Auch der im Ergebnis erfolgreichen Kooperation beim Unternehmen Albion lag kein gemeinsames gesamtstrategisches Interesse zugrunde, sondern im Vordergrund standen auf beiden Seiten die jeweiligen Eigeninteressen von Admiralstab und OHL. Wiewohl die Marine ihr Ansehen im Ergebnis der Eroberung der Baltischen Inseln steigern und in den letzten Kriegsmonaten sogar die Bildung einer formal gleichberechtigten Seekriegsleitung unter Admiral Reinhard Scheer und dem auf Ösel hervorgetretenen Magnus von Levetzow erreichen konnte, setzte sich letztlich in allen wesentlichen Punkten der Führungsanspruch der OHL durch.
Nach Ende der eigentlichen Landeunternehmungen führten die Schlachtschiffe noch einige Demonstrationen vor der lettischen und estnischen Küste durch, die aber ohne größeren Erfolg blieben und Verluste durch Minen forderten, woraufhin man von weiteren derartigen Unternehmungen absah. Zu den Einheiten des Sonderverbandes Ostsee stießen bald darauf auch noch das I. Geschwader der Hochseeflotte mit acht modernen Schlachtschiffen am 28. Oktober und die IV. Aufklärungsgruppe am 30. Oktober. Auf dem Rückmarsch zur Nordsee erhielt das Schlachtschiff Markgraf am 29. Oktober in der Irben-Straße zwei Minentreffer, 260 Tonnen Wasser drangen in den Wallgang ein, das Schiff konnte aber seine Fahrt ohne Schwierigkeiten fortsetzen. Bald darauf kehrten alle Großkampfschiffe und die meisten Kreuzer der Ostsee den Rücken, am 2. November 1917 übernahm Vizeadmiral Schmidt wieder das Kommando über das I. Geschwader. Am nächsten Tag löste der Admiralstab den Sonderverband Ostsee auf.
Auf den eroberten Inseln wurde eine „Regierung der Baltischen Inseln“ geschaffen, die ihren Sitz in Arensburg nahm. Das Reserve-Infanterie-Regiment 255 und die 2. Radfahrerbrigade blieben als Garnison zurück. Der erste Gouverneur war Generalleutnant Adolf Freiherr von Seckendorff, der am 31. Oktober an Bord der SMS Straßburg in Arensburg eintraf. Die baltendeutsche Oberschicht trat für einen Anschluss der Inseln sowie Estlands und Lettlands an das Deutsche Reich ein. Dies entsprach aber nicht den Wünschen der Esten, die einen eigenen Staat anstrebten und die verhasste Vorherrschaft des baltendeutschen Adels abschütteln wollten. Mit der deutschen Niederlage setzten sich die Esten schließlich durch, und die letzten deutschen Soldaten verließen die Inseln im Dezember 1918.

## Nachwirkungen
Durch die deutsche Niederlage 1918, die sich hauptsächlich im Westen entschied, blieben die Ereignisse im Osten und mit ihnen auch Unternehmen Albion weitgehend unberücksichtigt. Die spätere Aufarbeitung der Geschehnisse hatte auf beiden Seiten andere Schwerpunkte, die Historiker der Westmächte und Deutschlands befassten sich vorwiegend mit den Ereignissen an der Westfront und in der Nordsee. In der neuen Sowjetunion wurde dem verlorenen Krieg kaum Beachtung geschenkt, da diese Niederlage dem zaristischen Regime und der provisorischen Regierung zugerechnet wurde. General von Tschischwitz veröffentlichte 1931 eine erste Abhandlung über die Unternehmung, die u. a. bei den amerikanischen Streitkräften Beachtung fand. Seltsamerweise jedoch fand Albion als Lehrbeispiel lediglich in Seminaren des Army War College Verwendung, und weder Navy noch Marine Corps scheinen ihm größere Beachtung geschenkt zu haben. Die offizielle deutsche Veröffentlichung im Admiralstabswerk Krieg zur See. 1914–1918, der Band III Krieg in der Ostsee. Von Anfang 1916 bis Kriegsende, zu der Unternehmung erschien – bedingt durch den Zweiten Weltkrieg – erst 1964.

## Trivia
Einer der 54 Gefallenen des deutschen Heeres war der Lyriker, Schriftsteller und Offizier Walter Flex, der am 16. Oktober 1917 seiner am Vortag erlittenen Verwundung erlag.
Die Landung auf Ösel wird im Ego-Shooter Battlefield 1 durch die Map „Albion“ repräsentiert.